# Phim kinh dị

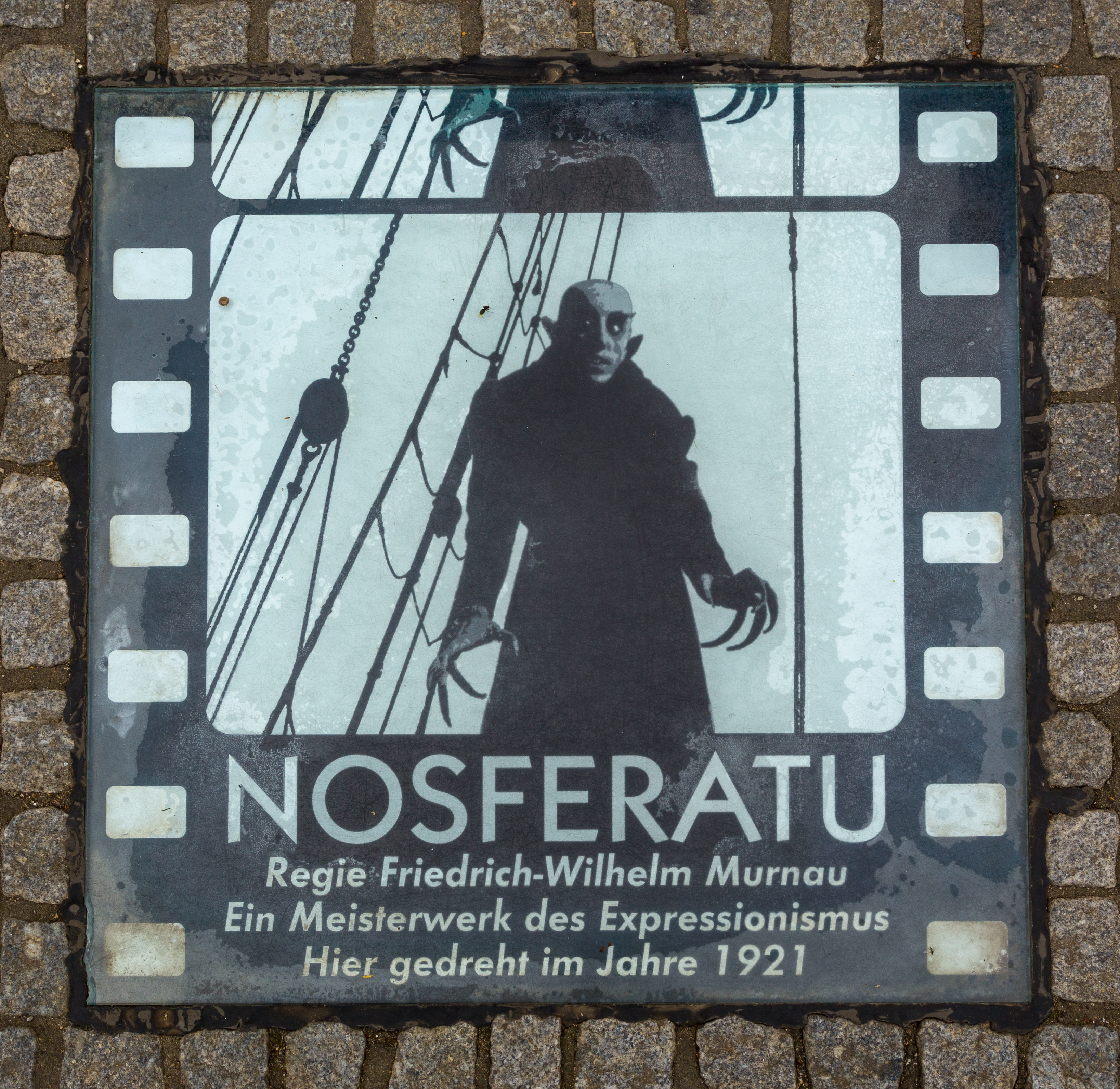
Max Schreck vai Bá tước Orlok trong bộ phim Nosferatu (1922). Nhà phê bình kiêm nhà sử học Kim Newman cho rằng đây là bộ phim thiết lập khuôn mẫu cho phim kinh dị.

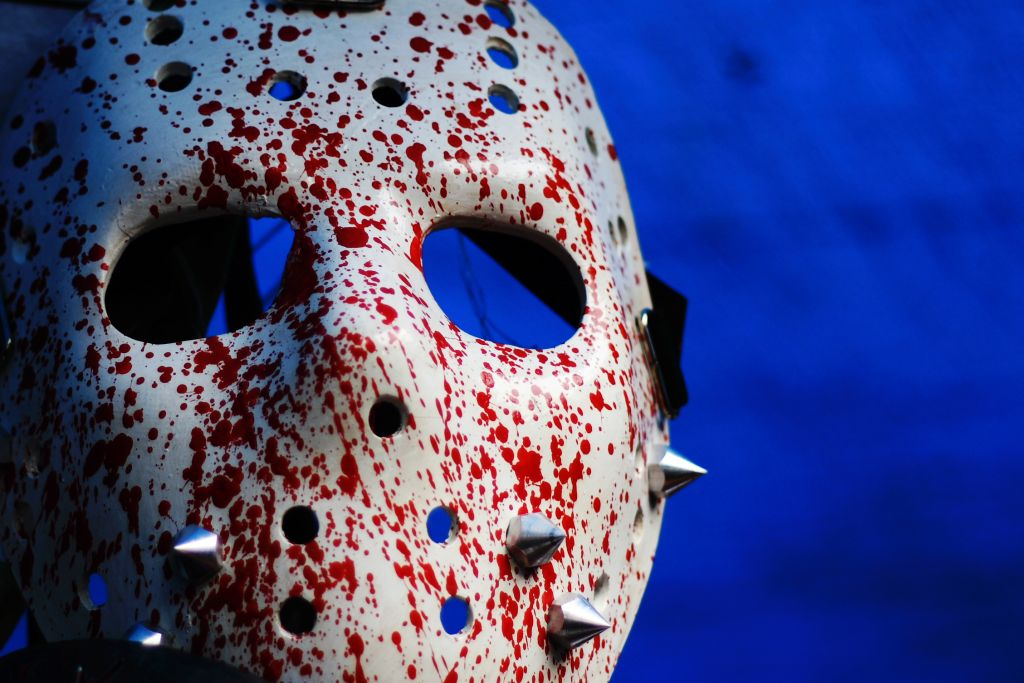
Chiếc mặt nạ khúc côn cầu được đeo bởi nhân vật của Jason Voorhees trong loạt phim kinh dị Friday the 13th bị bắn tung tóe máu giả.

Kinh dị (tiếng Anh: horror film) là một thể loại phim tìm cách khơi gợi nỗi sợ ở khán giả bằng những hình ảnh, tạo hình đáng sợ hay hù dọa bất ngờ nhằm mục đích giải trí.
Phim kinh dị thường khám phá chủ đề đen tối và có thể liên quan đến các đề tài xúc phạm. Những yếu tố rộng bao gồm quái vật, sự kiện khải huyền và tín ngưỡng tôn giáo hoặc dân gian. Những kỹ thuật làm phim kinh dị đã được chứng minh là kích thích phản ứng tâm lý ở khán giả.
Phim kinh dị đã tồn tại hơn một thế kỷ. Những nguồn cảm hứng sơ khai trước khi điện ảnh phát triển gồm có văn hóa dân gian, tín ngưỡng tôn giáo và mê tín của các nền văn hóa khác nhau cũng như văn học gothic và kinh dị của các tác giả như Edgar Allan Poe, Bram Stoker và Mary Shelley. Từ nguồn gốc của phim câm và chủ nghĩa biểu hiện Đức, kinh dị chỉ trở thành một thể loại có hệ thống sau khi phim Dracula (1931) ra đời. Nhiều tiểu thể loại nổi lên trong những thập kỷ tiếp theo, gồm có các dòng phim kinh dị thể xác, kinh dị hài, chặt chém, kinh dị siêu nhiên và kinh dị tâm lý. Thể loại này được sản xuất trên toàn thế giới, đa dạng về nội dung và phong cách giữa các khu vực. Phim kinh dị đặc biệt nổi bật trong điện ảnh Nhật Bản, Hàn Quốc, Ý và Thái Lan cùng nhiều quốc gia khác.
Mặc dù là đối tượng gây tranh cãi về mặt xã hội và luật pháp do chủ đề của chúng, một số phim và nhượng quyền kinh dị đã gặt hái thành công lớn về mặt thương mại, tác động đến xã hội và cho ra đời một số biểu tượng văn hóa đại chúng.

## Đặc trưng
The Dictionary of Film Studies định nghĩa phim kinh dị là đại diện cho "chủ đề đen tối và ghê tởm, tìm cách khơi gợi những phản ứng sợ hãi, khủng bố, ghê tởm, gây sốc, hồi hộp và tất nhiên là kinh dị từ khán giả." Trong chương "The American Nightmare: Horror in the 70s" từ cuốn Hollywood from Vietnam to Reagan (2002), nhà phê bình phim Robin Wood nhận định rằng điểm chung giữa các bộ phim kinh dị là "trạng thái bình thường bị quái vật đe dọa." Khái niệm này đã được mở rộng thêm bởi cuốn The Philosophy of Horror, or Parodoxes of the Heart của Noël Carroll, ông nhận xét thêm rằng "sự ghê tởm phải gây thú vị, bằng chứng là sự phổ biến của thể loại này."
Nhà sử học Gary Don Rhodes giải thích rằng trước khi phim Dracula (1931) ra rạp, ý tưởng và thuật ngữ của phim kinh dị vẫn chưa tồn tại dưới dạng một thể loại có hệ thống, dù cho các nhà phê bình đã sử dụng thuật ngữ "kinh dị" để miêu tả các bộ phim trong những bài phê bình trước khi Dracula ra rạp. "Kinh dị" là một thuật ngữ được dùng để mô tả nhiều ý nghĩa. Năm 1913, Moving Picture World định nghĩa "kinh dị" là trình bày "những tù nhân mặc áo sọc, sát nhân thổ dân da đỏ, 'những kẻ tống tiền' cười nhăn nhở, kẻ say rượu giết người". Một vài tựa phim khơi gợi tính kinh dị như The Hand of Horror (1914) - một bộ phim tâm lý tình cảm về tên trộm cướp mất em gái của mình. Trong thời kỳ phim câm, thuật ngữ kinh dị được dùng để mô tả mọi thứ, từ "các cảnh chiến đấu" trong những bộ phim đề tài chiến tranh cho đến những truyện phim hay về nghiện ma túy. Rhodes kết luận rằng thuật ngữ "phim kinh dị" hay "phim điện ảnh kinh dị" không được sử dụng trong điện ảnh thời kỳ đầu.
Dòng phim bí ẩn đang thịnh hành và thông tin về việc Dracula được quảng bá là phim bí ẩn đều bình thường, mặc dù cốt truyện của tiểu thuyết, vở kịch và bộ phim dựa trên yếu tố siêu nhiên. Newman đã thảo luận về thể loại trong cuốn Companion to Horror của Viện phim Anh, trong đó ông lưu ý rằng phim kinh dị ở thập niên 1930 rất dễ phân định, song sau thập kỷ đó "sự khác biệt càng bị xoá nhoà và phim kinh dị càng ít giống một thể loại riêng biệt hơn, thay vì một hiệu ứng có thể được triển khai trong bất kỳ lối kể chuyện hay mẫu kể chuyện nào".
Nhiều văn phẩm khác nhau về dòng phim từ Altman, Lawrence Alloway (Violent America: The Movies 1946-1964 vào năm 1971) và Peter Hutchings (Approaches to Popular Film vào năm 1995) ngụ ý rằng việc xem các bộ phim theo vòng đối lập với các thể loại sẽ dễ dàng hơn, đề xuất xem phim đâm chém như một vòng sẽ đặt tác phẩm vào khía cạnh kinh tế của ngành công nghiệp điện ảnh, nhân sự tham gia vào các kỷ nguyên tương ứng của chúng cũng như cách tiếp thị, trình chiếu và phân phối các bộ phim. Trong một bài luận Mark Jancovich đã nhận định rằng "chẳng có 'niềm tin chung' đơn giản nào như về những gì tạo nên thể loại kinh dị" giữa cả người hâm mộ và các nhà phê bình của dòng phim. Jancovich nhận thấy những bất đồng tồn tại từ những khán giả muốn tự tách biệt mình. Điều này có phạm vi từ những người hâm mộ các thể loại khác nhau có thể xem một bộ phim như Alien (1979) là thuộc về khoa học viễn tưởng, và nhóm người hâm mộ kinh dị chối bỏ tác phẩm là không thuần cả hai thể loại trên. Những cuộc tranh cãi tiếp theo tồn tại giữa những người hâm mộ của dòng phim với các định nghĩa cá nhân về phim kinh dị "đích thực", chẳng hạn như những người hâm mộ ủng hộ các nhân vật như Freddy Kruger của loạt phim A Nightmare on Elm Street, trong khi bộ phận người hâm mộ khác tự tách mình ra khỏi các nhân vật và loạt phim, chú trọng những đạo diễn theo trường phái auteur như Dario Argento, còn những người hâm mộ khác lại coi phim của Argento là quá đại chúng, họ thích các bộ phim underground hơn. Andrew Tudor đã viết trong cuốn Monsters and Mad Teachers: A Cultural History of the Horror Movie rằng "Thể loại là cái mà chúng ta tin vào".

### Kỹ thuật làm phim

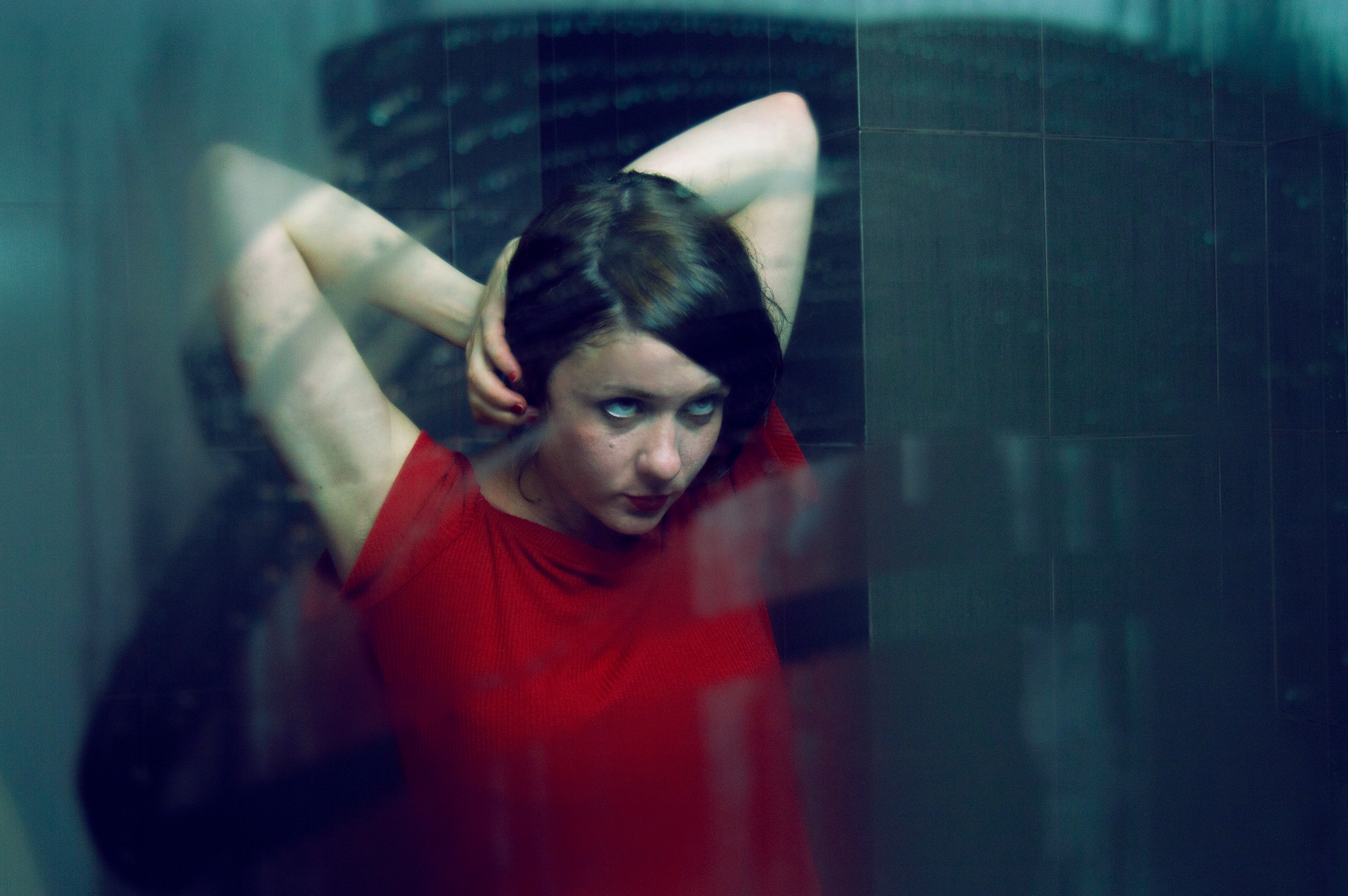
Miêu tả việc sử dụng gương trong phim kinh dị.

Trong một nghiên cứu của Jacob Shelton, nhiều cách mà khán giả bị thao túng thông qua các bộ phim kinh dị đã được nghiên cứu chi tiết. Không gian âm là một trong những phương pháp như thế, có thể góp phần gây ra phản ứng, khiến mắt của người xem ngừng di chuyển và nhìn mơ hồ vào bất kỳ thứ gì trong khung hình – một bức tường, hoặc khoảng trống màu đen trong bóng tối.
Jump scare là một trope của phim kinh dị, trong đó sự thay đổi đột ngột trong hình ảnh kèm theo âm thanh lớn nhằm gây bất ngờ cho người xem. Kĩ thuật này cũng có thể bị lật đổ để tạo ra sự căng thẳng, nơi mà khán giả có thể cảm thấy bứt rứt và khó chịu hơn bằng dự đoán một pha jump scare.
Gương thường được sử dụng trong phim kinh dị để tạo chiều sâu thị giác và tạo dựng căng thẳng. Shelton nhận định rằng những chiếc gương thường xuyên được sử dụng trong phim kinh dị đến mức khán giả có điều kiện để sợ chúng, và việc lật đổ kỳ vọng của khán giả về một cảnh jump scare trong gương có thể làm tăng căng thẳng. Bó hẹp khung hình và cảnh cận cũng thường được sử dụng; chúng có thể gây căng thẳng và lo âu bằng cách không cho phép người xem nhìn xa hơn những thứ xung quanh nhân vật chính.

### Âm nhạc

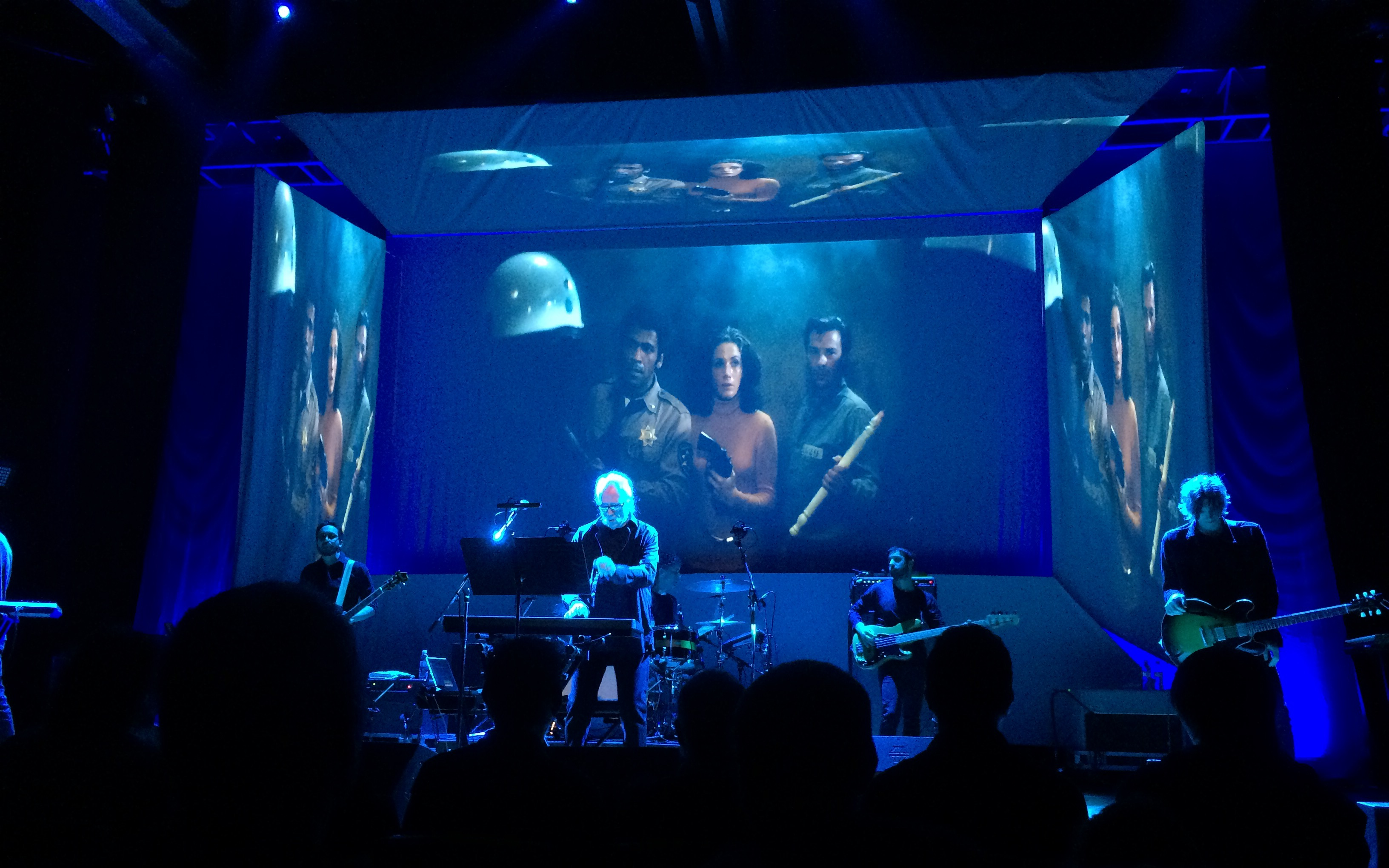
Nhà làm phim kiêm soạn nhạc John Carpenter (người chỉ đạo và sáng tác nhạc nền cho nhiều bộ phim kinh dị) biểu diễn vào năm 2016.

Âm nhạc là một thành phần chủ chốt của phim kinh dị. Trong cuốn Music in the Horror Film (2010), Lerner viết: "nhạc phim kinh dị thường khiến chúng ta cảm thấy bị đe dọa và khó chịu" và có chủ đích nhấn mạnh bầu không khí được tạo ra trong hình ảnh và chủ đề. Tính nghịch tai, vô điệu thức và thử nghiệm với âm sắc là những đặc thù điển hình mà các nhà soạn nhạc sử dụng trong nhạc phim kinh dị.

### Đề tài
Trong cuốn Dark Dreams, tác giả Charles Derry cho rằng phim kinh dị tập trung vào ba đề tài lớn: kinh dị nhân cách, kinh dị Armageddon và kinh dị ác quỷ. Kinh dị nhân cách bắt nguồn từ các bộ phim lấy quái vật là trung tâm của cốt truyện, chẳng hạn như quái vật Frankenstein có tâm lý khiến chúng thực hiện những hành vi kinh khủng khiếp không diễn tả nổi, từ hãm hiếp, phân xác và giết người ác dâm. Những tác phẩm quan trọng khác của loại hình này là phim Psycho của Alfred Hitchcock, kể về những tên sát nhân tâm thần không mang vẻ ngoài của một con quái vật. Nhóm 'Armageddon' thứ hai đào sâu vào nỗi sợ hủy diệt quy mô lớn, gồm không chỉ các tác phẩm khoa học viễn tưởng mà còn là sự kiện tự nhiên, chẳng hạn như The Birds (1963) của Hitchcock. Nhóm cuối cùng của "Fear of the Demonic" (Nỗi sợ ác quỷ) là những câu chuyện sinh động về các nghi lễ của satan, phù thủy, trừ tà ngoài những hình thức thờ cúng truyền thống, như thể hiện trong các bộ phim như The Exorcist (1973) hoặc The Omen (1976).
Một số nhà phê bình cho rằng phim kinh dị có thể là phương tiện để khám phá những xu hướng văn hóa, chính trị và xã hội đương thời. Nhà học thuyết điện ảnh Jeanne Hall nhất trí với việc sử dụng phim kinh dị để giảm bớt quá trình hiểu các vấn đề bằng cách dùng những yếu tố quang học của chúng. Việc sử dụng phim kinh dị có thể giúp khán giả hiểu rõ về các sự kiện lịch sử quốc tế xảy ra trước đó, chẳng hạn như mô tả những điều khủng khiếp của chiến tranh Việt Nam, Holocaust, đại dịch AIDS trên toàn thế giới hay chủ nghĩa bi quan hậu 11/9. Trong nhiều trường hợp, việc thao túng kinh dị trình bày những định nghĩa văn hóa không chính xác, chưa thiết lập một hình mẫu mà một người có liên quan đến văn hoá cụ thể trong cuộc sống của họ.

## Lịch sử
Trong cuốn sách Caligari's Children: The Film as Tale of Terror (1980), tác giả Siegbert Solomon Prawer cho rằng những người muốn tra cứu phim kinh dị theo con đường lịch sử tuyến tính (nhắc đến các nhà sử học và nhà phê bình như Carlos Clarens) lưu ý rằng vì lúc bấy giờ một bộ phận khán giả xem phim của Tod Browning làm có Bela Lugosi thủ diễn theo hướng quá sức nghiêm túc, các tác phẩm khác từ những quốc gia khác xem chúng là giễu nhại, như để giải trí cho thiếu nhi hoặc hồi tưởng hoài niệm. John Kenneth Muir trong cuốn sách của mình về lịch sử phim kinh dị trong những thập kỷ sau của thế kỷ 20 đã nhắc lại nhận định này, cho rằng phim kinh dị phản ánh nỗi lo về "tuổi tác và khán giả của họ" và kết luận rằng "nếu kinh dị không liên quan đến đời sống thường nhật... thì nó chẳng đáng sợ gì".

### Những ảnh hưởng và bộ phim đầu tiên
Những niềm tin vào siêu nhiên, ác quỷ và ma đã tồn tại trong văn hóa dân gian và tôn giáo của nhiều nền văn hóa trong nhiều thế kỷ; những đề tài này sẽ tiếp tục trở thành một phần không thể thiếu của dòng phim kinh dị. Ví dụ, zombie có nguồn gốc từ văn hóa dân gian Haiti. Trước khi điện ảnh phát triển vào cuối thập niên 1890, dòng văn hoá phẩm gothic đã được phát triển. Thể loại gồm có Frankenstein (1818) và những truyện ngắn của Edgar Allan Poe (về sau sẽ được chuyển thể thành phim). Vào cuối thập niên 1800 và đầu thập niên 1900, nhiều tác phẩm giả tưởng kinh dị quan trọng sẽ được phát triển hơn bao giờ hết. Mặc dù không phải tất cả chúng đều là những truyện thuần kinh dị, nhưng những yếu tố kinh dị của chúng vẫn tồn đọng trong văn hóa đại chúng, với những tình tiết cố định trở thành yếu tố chính trong dòng phim điện ảnh kinh dị.
Nhà phê bình kiêm tác giả Kim Newman miêu tả Le Manoir du diable của Georges Méliès là bộ phim kinh dị đầu tiên, sở hữu các yếu tố sẽ trở thành chất liệu chính trong thể loại này: hình ảnh ác quỷ, hồn ma và lâu đài ma ám. Điện ảnh đầu thế kỷ 20 đã cho ra đời đông đảo tác phẩm, một số truyện đã được dựng thành phim chỉ trong vài tháng sau khi ra mắt. Trong số đó có các phim bản chuyển thể của Poe được thực hiện ở Pháp và Hoa Kỳ, cho đến các bản phim chuyển thể Frankenstein được thực hiện ở Hoa Kỳ và Ý. Tác phẩm được chuyển thể nhiều nhất trong số này là Bác sĩ Jekyll và ông Hyde (1886), với ba phiên bản chỉ tính riêng trong năm 1920.
Điện ảnh Đức sơ khai liên quan đến những câu chuyện kiểu như Poe, chẳng hạn như Der Student von Prag (1913) mà Paul Wegener làm đạo diễn kiêm thủ vai. Wegner tiếp tục thực hiện những bộ phim tương tự như Der Golem und die Tänzerin và các bộ phim xoay quanh Golem. Những diễn viên khác đóng trong các bộ phim tương tự ở thời đại này gồm có Werner Krauss và Conrad Veidt (những người thủ vai chính trong Das Cabinet des Dr. Caligari), dẫn đến những vai diễn tương tự trong các tác phẩm khác của Đức. F. W. Murnau cũng làm đạo diễn bản chuyển thể của Nosferatu (1922), bộ phim mà Newman miêu tả "là tác phẩm chuyển thể Dracula lên màn ảnh duy nhất chủ yếu chú trọng đến yếu tố kinh dị, từ những ngoại hình giống chuột và thân hình gầy gò của nhân vật, thậm chí còn hơn cả Caligari, bộ phim là "khuôn mẫu của phim kinh dị."

### Thập niên 1930

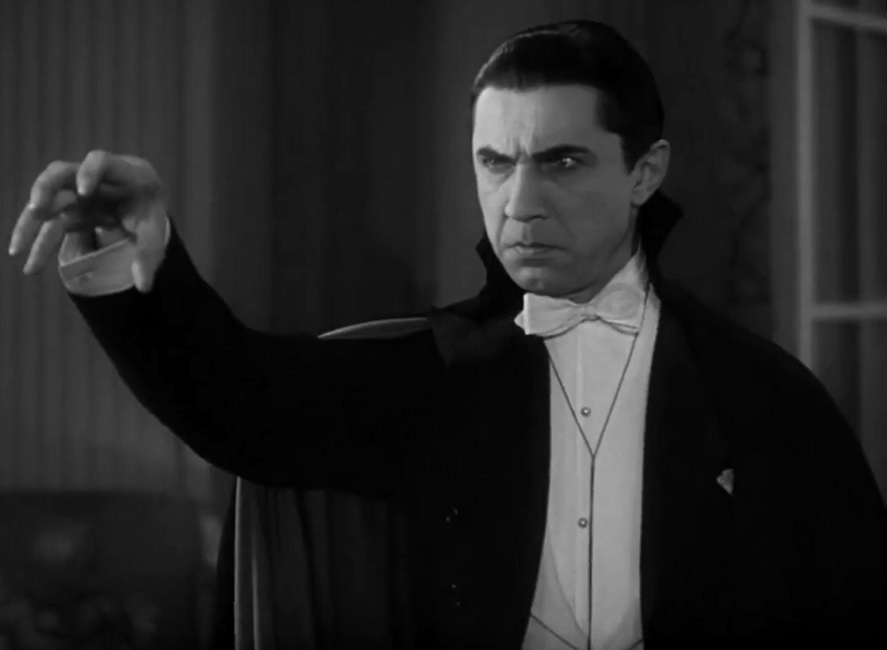
Bela Lugosi trong Dracula (1931), bộ phim được ghi nhận là truyền cảm hứng cho làn sóng phim kinh dị tiếp theo của Mỹ ở thập niên 1930.

Sau thành công của vở kịch Dracula (1927) trên sân khấu Broadway, Universal Studios đã chính thức mua bản quyền của cả vở kịch và tiểu thuyết. Sau buổi trình làng Dracula vào ngày 12 tháng 2 năm 1931, bộ phim nhận được những nhận xét mà các tác giả của cuốn sách Universal Horrors ghi chép là "đều tích cực, thậm chí một số còn tán dương". Thành công về mặt thương mại làm cho Universal bất ngờ, khiến hãng này tiến hành sản xuất tác phẩm tương tự là Frankenstein (1931). Frankenstein cũng chứng minh sức hút với Universal, dẫn đến cả Dracula và Frankenstein đều biến các diễn viên đóng chính thành ngôi sao điện ảnh: lần lượt là Bela Lugosi và Boris Karloff. Karloff đóng vai chính trong phần phim tiếp theo của của Universal là The Mummy (1932); Newman miêu tả là hãng phim biết "cái mà họ đang nhận được", tạo bố cục cho bộ phim gần với cốt truyện của Dracula. Lugosi và Karloff còn đóng chung trong một số bản chuyển thể của Poe ở thập niên 1930.
Sau khi trình chiếu Dracula, The Washington Post nhận định thành công phòng vé của bộ phim đã dẫn đến một chuỗi các bộ phim tương tự, còn The New York Times nhận xét trong một bài viết tổng quan năm 1936 rằng Dracula và sự xuất hiện của phim có tiếng đã bắt đầu "chiến thắng lớn thực sự của những tác phẩm giật gân ma quái này". Các hãng phim khác (Metro-Goldwyn-Mayer, Paramount Pictures và Warner Bros.) bắt đầu phát triển những dự án kinh dị của riêng họ. Universal cũng sẽ sản xuất tiếp một số phim kinh dị cho đến giữa thập niên 1930.
Năm 1935, chủ tịch Edward Shortt của BBFC đã viết "mặc dù một hạng mục riêng đã được thiết lập dành cho những bộ phim [kinh dị] này, nhưng tôi rất tiếc khi biết rằng chúng đang gia tăng... Tôi hy vọng rằng các nhà sản xuất và buôn phim sẽ chấp nhận lời cảnh báo này và hạn chế loại đối tượng này càng nhiều càng tốt." Vì Vương quốc Anh là một thị trường quan trọng đối với Hollywood, các nhà sản xuất của Mỹ đã lắng nghe lời cảnh báo của Shortt, và rồi số lượng phim kinh dị do Hollywood sản xuất tụt giảm vào năm 1936. Ấn phẩm thương mại Variety đưa tin rằng việc Universal Studios từ bỏ phim kinh dị sau khi phát hành Dracula's Daughter (1936) là do "các nước châu Âu, đặc biệt là Anh có thành kiến với loại sản phẩm này [sic]." Cuối thập kỷ này, việc tái chiếu Dracula và Frankenstein có lợi nhuận là động lực để Universal sản xuất Son of Frankenstein (1939) có sự góp mặt của Lugosi và Karloff, khởi đầu cho sự hồi sinh của dòng phim kinh dị mà sẽ tiếp diễn vào giữa thập niên 1940.

### Thập niên 1940

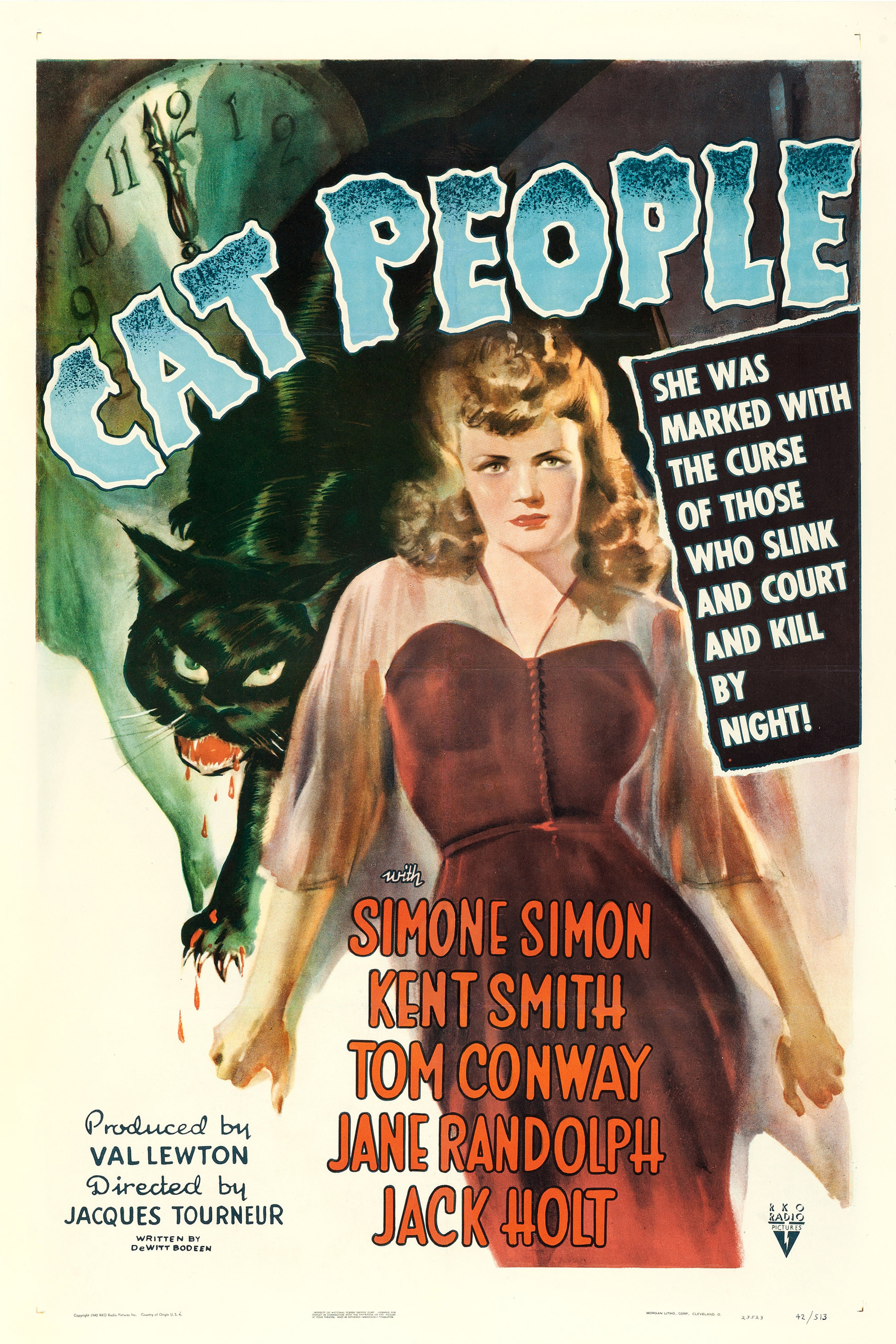
Cat People (1942), bộ phim kinh dị đầu tiên do Val Lewton sản xuất tại RKO Pictures

Sau thành công của Son of Frankenstein (1939), những bộ phim kinh dị của Universal nhận được cái mà tác giả Rick Worland của The Horror Film gọi là "làn gió thứ hai" và các bộ phim kinh dị tiếp tục được sản xuất với tốc độ chóng mặt vào giữa thập niên 1940. Universal đã xem xét những đặc tính kinh dị ở thập niên 1930 của họ để phát triển các phần phim hậu truyện mới như loạt phim The Invisible Man và The Mummy. Universal nhận thấy tiềm năng của việc đưa nam diễn viên Lon Chaney, Jr. trở thành minh tinh mới thay thế Karloff vì Chaney chưa thành danh trong các phim hạng A hoặc B. Thế rồi Chaney, Jr. trở thành một ngôi sao kinh dị của thập niên nhờ thủ diễn các bộ phim trong loạt The Wolf Man, thể hiện một số nhân vật quái vật của Universal. Hãng phim B-Picture cũng phát triển những bộ phim bắt chước phong cách sản xuất phim kinh dị của Universal. Karloff đã hợp tác với Columbia Pictures, anh nhận vai trong nhiều bộ phim khác nhau với dạng nhân vật kiểu "khoa học điên" khởi đầu với The Man They Could Not Hang (1939), còn Lugosi hợp tác luân phiên giữa Universal và các xưởng phim nhỏ như Producers Releasing Corporation (PRC) với The Devil Bat (1941) và Monogram với 9 phim truyện điện ảnh.
Tháng 3 năm 1942, nhà sản xuất Val Lewton kết thúc quan hệ hợp tác với nhà sản xuất phim độc lập David O. Selznick để làm việc cho Charles Koerner của RKO Radio Pictures, trở thành trưởng một bộ phận mới được thành lập để phát triển các bộ phim truyện kinh dị hạng B. Theo nhà biên kịch DeWitt Bodeen và đạo diễn Jacques Tourneur, ở tác phẩm kinh dị đầu tiên của Lewton là Cat People (1942), Lewton muốn tạo ra một số điểm khác biệt so với phim kinh dị của Universal, khi Tourneu mô tả là tạo ra "cái gì đó thông minh và hợp gu". Lewton phát triển một loạt phim kinh dị cho RKO mà Newman mô tả là "nhã nhặn, đầy ám ảnh, thi vị", còn nhà phê bình phim Roger Ebert xem những bộ phim mà Lewton sản xuất vào những năm 1940 là "[những] bước ngoặt trong lịch sử điện ảnh Hoa Kỳ". Một số phim kinh dị của thập niên 1940 vay mượn từ Cat People, chuyên kể về một nhân vật nữ lo sợ rằng mình thừa hưởng khuynh hướng biến thành quái vật hoặc cố gắng bắt chước phong cách hình ảnh bóng tối của phim. Từ năm 1947 đến 1951, Hollywood hầu như không làm phim kinh dị mới. Nguyên nhân là bởi doanh thu tụt giảm mạnh, dẫn đến việc các hãng phim lớn và nhỏ tái chiếu những bộ phim kinh dị cũ của họ trong thời kỳ này thay vì làm những bộ phim mới.

### Thập niên 1950
Đầu thập niên 1950 chỉ có số ít phim kinh dị gothic được phát triển, trước khi các bộ phim gothic của Hammer Film Productions công chiếu, lúc đầu Hammer bắt đầu phát triển các bộ phim khoa học viễn tưởng kiểu Mỹ vào đầu thập niên 1950 nhưng rồi chuyển sang thể loại kinh dị với các bộ phim có màu là  The Curse of Frankenstein và Dracula (1958). Những bộ phim này đã cho ra đời hai ngôi sao phim kinh dị: Christopher Lee và Peter Cushing, làm cho Hammer sản xuất nhiều phim kinh dị hơn trong thập kỷ này.
Một trong những bộ phim kinh dị giàu ảnh hưởng nhất thập niên 1950 là The Thing from Another World (1951), khi Newman cho rằng vô số bộ phim kinh dị khoa học viễn tưởng của thập niên 1950 sẽ theo phong cách của tác phẩm. Trong 5 năm sau khi phát hành The Thing From Another World, gần như mọi bộ phim liên quan đến người ngoài hành tinh, khủng long hoặc dị nhân phóng xạ sẽ được xử lý bằng các nhân vật bộc trực như trong phim. Những bộ phim có ma cà rồng, người sói và quái vật Frankenstein cũng chứa các yếu tố khoa học viễn tưởng của thời đại này, chẳng hạn như những nhân vật có tình tiết cốt truyện tương tự như Bác sĩ Jekyll và ông Hyde. Phim kinh dị cũng mở rộng hơn nữa sang các sản phẩm quốc tế vào nửa cuối thập niên 1950, với các bộ phim thuộc thể loại này được làm ở Mexico, Ý, Đức và Pháp.

### Thập niên 1960
Phim kinh dị thay đổi đáng kể vào năm 1960, cụ thể là với phim của Psycho (1960) của Alfred Hitchcock dựa trên tiểu thuyết của Robert Bloch. Newman nhận định rằng bộ phim đã nâng cao ý tưởng về một kẻ giết người hàng loạt đa nhân cách, tạo nên sắc thái cho dòng phim ở tương lai mà trước đấy vốn chỉ được nhắc thoáng qua trong các bộ phim tâm lý tình cảm và noir. Việc Psycho ra đời dẫn đến sự ra đời của những tác phẩm điện ảnh tương tự về chứng loạn thần của các nhân vật và sự tái xuất ngắn ngủi của cái mà Newman mô tả là những bộ phim kinh dị "ấn tượng, có thẩm mỹ" chẳng hạn như The Innocents (1961) của Jack Clayton và The Haunting (1963) của Robert Wise. Newman đã mô tả Rosemary's Baby (1968) của Roman Polanski là bộ phim kinh dị "chấn động" khác của thập niên 1960 sau Psycho.
Roger Corman đã hợp tác với AIP để làm House of Usher (1960), từ đấy cho ra đời một số bản chuyển thể truyện của Poe do Corman thực hiện vào thập niên 1960, và đem đến các vai diễn cho các ngôi sao kinh dị lớn tuổi như Karloff và Chaney, Jr. Những bộ phim này được làm để cạnh tranh với những bộ phim kinh dị màu của Anh từ Hammer ở Vương quốc Anh với các ngôi sao kinh dị Cushing và Fisher (đóng loạt phim Frankenstein tiếp diễn từ năm 1958 đến 1973). Cuộc cạnh tranh với Hammer vào giữa những năm 1960 ở Vương quốc Anh xuất hiện thêm cái tên Amicus Productions, hãng cũng làm phim truyện có Cushing và Lee góp mặt. Giống như Psycho, Amicus lấy ý tưởng từ các nguồn truyện đương đại như Bloch (The Skull (1965) và Torture Garden (1967)), làm cho Hammer chuyển thể tác phẩm của nhiều tác giả cùng thời hơn.
Black Sunday (1960) của Mario Bava đánh dấu sự gia tăng bạo lực trên màn ảnh lớn. Những bộ phim kinh dị trước đấy của Anh bị cắt những cảnh đẫm máu ở lần đầu phát hành hoặc được gợi ý thông qua kể chuyện, trong khi Psycho gợi ý tính bạo lực thông qua dựng phim nhanh. Ngược lại, Black Sunday miêu tả bạo lực thuần tuý. Mức độ bạo lực này sau đấy được thể hiện trong các tác phẩm khác của Bava và các bộ phim Ý khác như giallo của Dario Argento và Lucio Fulci. Những tác phẩm độc lập khác của Mỹ ở thập niên 1960 có nhiều cảnh máu me hơn được thể hiện trong các bộ phim thuộc một thể loại mà sau này được mô tả là phim kinh dị máu me, với những tác phẩm của Herschell Gordon Lewis như Blood Feast, còn Newman nhận thấy rằng bước đột phá thực sự của những bộ phim độc lập này là Night of the Living Dead (1968) của George A. Romero, đặt ra một góc nhìn mới cho phim kinh dị - góc độ nghi ngờ các nhân vật có thẩm quyền, phá vỡ những điều cấm kỵ của xã hội và châm biếm giữa các tình tiết cố định giàu tính hồi hộp hơn.

### Thập niên 1970

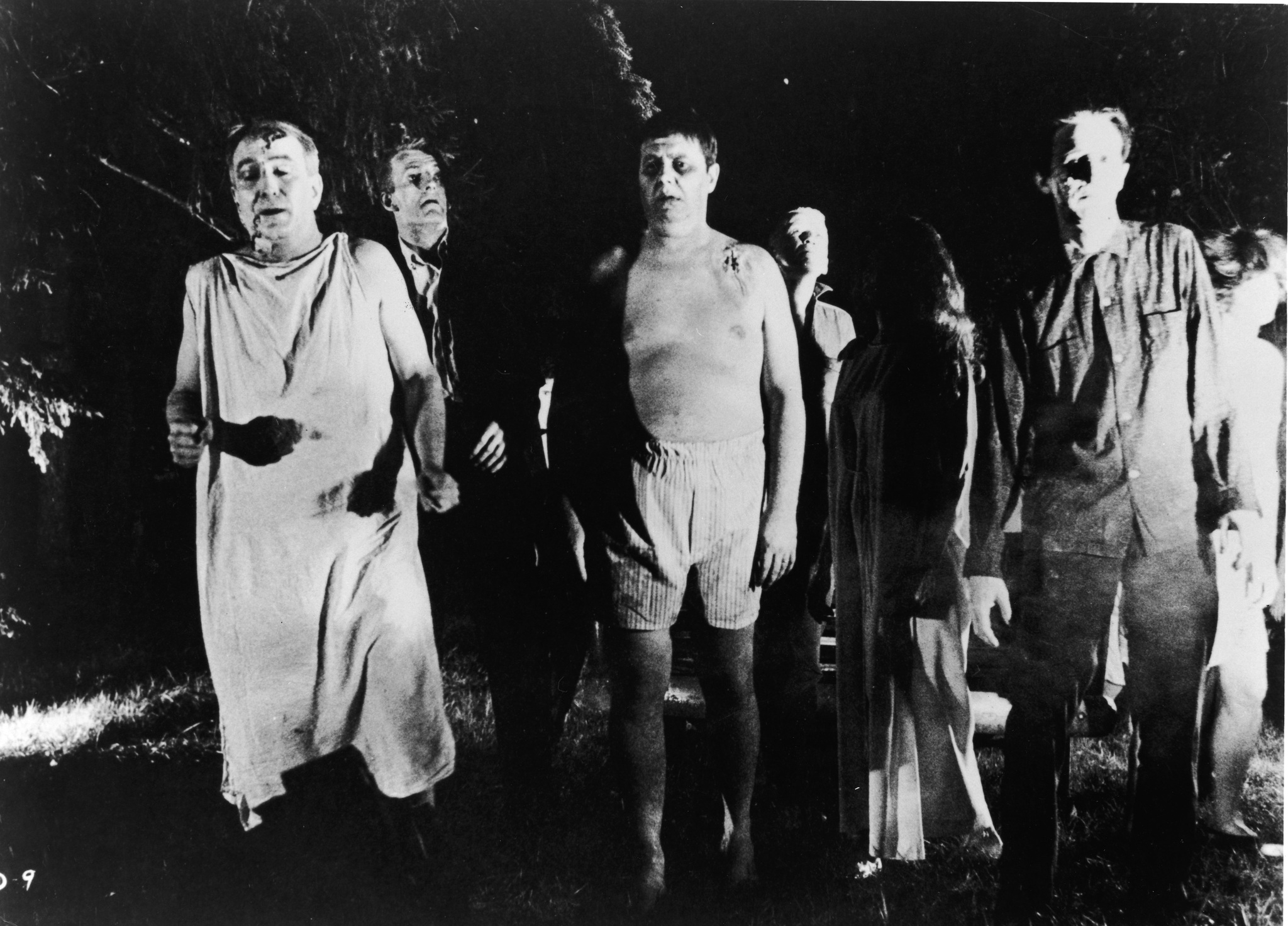
Night of the Living Dead (1968) của George A. Romero đã dẫn đến cái mà Newman mô tả là "ảnh hưởng bùng cháy chậm" trong các bộ phim kinh dị độc lập và sâu sắc ở thập niên 1970.

Nhà sử học John Kenneth Muir miêu tả thập niên 1970 là "thời kỳ thực sự chiết trung" đối với điện ảnh kinh dị, ông ghi nhận sự kết hợp giữa những nỗ lực mới mẻ và mang tính cá nhân hơn trong phim, đồng thời những nỗ lực khác là hồi sinh của các nhân vật cũ đã xuất hiện từ những năm 1930 và 1940. Night of the Living Dead sở hữu cái mà Newman mô tả là "ảnh hưởng bùng cháy chậm" ở các bộ phim kinh dị của thời đại này và cái mà ông mô tả là "tác giả đầu tiên của thể loại này" làm việc bên ngoài phim trường. Những nhân vật này bao gồm các đạo diễn người Mỹ như John Carpenter, Tobe Hooper, Wes Craven và Brian De Palma cũng như các đạo diễn làm việc bên ngoài nước Mỹ như Bob Clark, David Cronenberg và Dario Argento. Trước Night of the Living Dead, những con quái vật trong phim kinh dị có thể dễ dàng bị xua đuổi hoặc đánh bại ở cuối phim, trong khi phim của Romero và tác phẩm của những nhà làm phim khác thường gợi ra nỗi kinh hoàng khác vẫn còn đọng lại sau phần chạy danh đề.
Cả Amicus lẫn Hammer đều ngừng sản xuất phim truyện điện ảnh vào thập niên 1970. Các bản phim làm lại được chứng minh là lựa chọn phổ biến cho dòng phim kinh dị ở thập niên 1970, với những bộ phim như Invasion of the Body Snatchers (1978) và những câu chuyện dựa trên Dracula tiếp tục đến cuối những năm 1970 với Dracula (1979) của John Badham và Nosferatu the Vampyre (1979) của Werner Herzog. Mặc dù không phải bản làm lại chính thức, bộ phim kinh dị có doanh thu cao sau cùng của thập kỷ là Alien (1979) lấy các yếu tố của phim hạng B từ những bộ phim như It! The Terror from Beyond Space (1958). Newman cho rằng những bộ phim có doanh thu cao như Alien, Jaws (1975) và Halloween (1978) trở thành bom tấn là nhờ "những cỗ máy hồi hộp không ngừng với độ tinh xảo trong hình ảnh."  Ông tiếp tục nhận xét rằng nhạc hiệu đáng nhớ của Jaws và con quái vật trong phim không phải là sản phẩm của xã hội như Norman Bates trong Psycho, nó tiếp tục được đưa vào Halloween của Michael Myers và nhạc hiệu của phim.

### Thập niên 1980
Với sự xuất hiện của băng đĩa tại gia vào thập niên 1980, phim kinh dị phải chịu kiểm duyệt ở Vương quốc Anh trong một hiện tượng thường được gọi là "băng đĩa xấu", qua đó làm cho các bộ sưu tập băng đĩa bị cảnh sát thu giữ và một số người bị bỏ tù vì bán hoặc tàng trữ một số bộ phim kinh dị. Newman mô tả phản ứng đối với vấn đề băng đĩa xấu làm cho phim kinh dị trở nên "ngu ngốc hơn thập kỷ trước" và mặc dù phim không kém phần máu me, nhưng chúng "nhẹ nhàng hơn [...] trở thành những tác phẩm xài một lần và ít cá nhân hơn." Newman lưu ý rằng những đạo diễn chế tác chất liệu gốc trong thập niên 1970 như Carpenter, David Cronenberg và Tobe Hooper đều ít nhất sẽ "đề phòng" trong thời gian ngắn với các tác phẩm chuyển thể của Stephen King hoặc phim làm lại tác phẩm kinh dị ở thập niên 1950.
Thay thế quái vật Frankenstein và Dracula là những nhân vật nổi tiếng mới với những cái tên phổ thông hơn như Jason Voorhees (Friday the 13th), Michael Myers (Halloween) và Freddy Kruger (A Nightmare on Elm Street). Không giống như các nhân vật trước đây là ma cà rồng hoặc được tạo ra bởi những nhà khoa học điên, những nhân vật này dường như là người có tên nghe phổ thông, chúng đã phát triển dòng phim chặt chém của thời đại này. Dòng phim bị một số nhà phê bình phim đương đại lúc ấy như Roger Ebert chế giễu, và thường ăn khách ở phòng vé. Thập niên 1980 ghi dấu với một số bộ phim về biến đổi cơ thể, thông qua các kỹ xảo và các nghệ sĩ hoá trang như Rob Bottin và Rick Baker, chủ nhân của những cảnh biến đổi cơ thể người bằng đồ họa và chi tiết hơn dưới nhiều loại hình biến đổi kinh dị.
Những phong cách truyền thống khác tiếp tục có mặt ở thập niên 1980, chẳng hạn như các bộ phim theo đề tài siêu nhiên liên quan đến những ngôi nhà ma, ma và quỷ ám. Một số bộ phim nổi tiếng nhất của phong cách này gồm có The Shining (1980) của Stanley Kubrick, Poltergeist (1982) ăn khách của Hooper. Sau khi phát hành các bộ phim dựa trên sách của Stephen King như The Shining và Carrie, nhiều bộ phim đã được chuyển thể từ tiểu thuyết của ông trong suốt thập niên 1980.

### Thập niên 1990

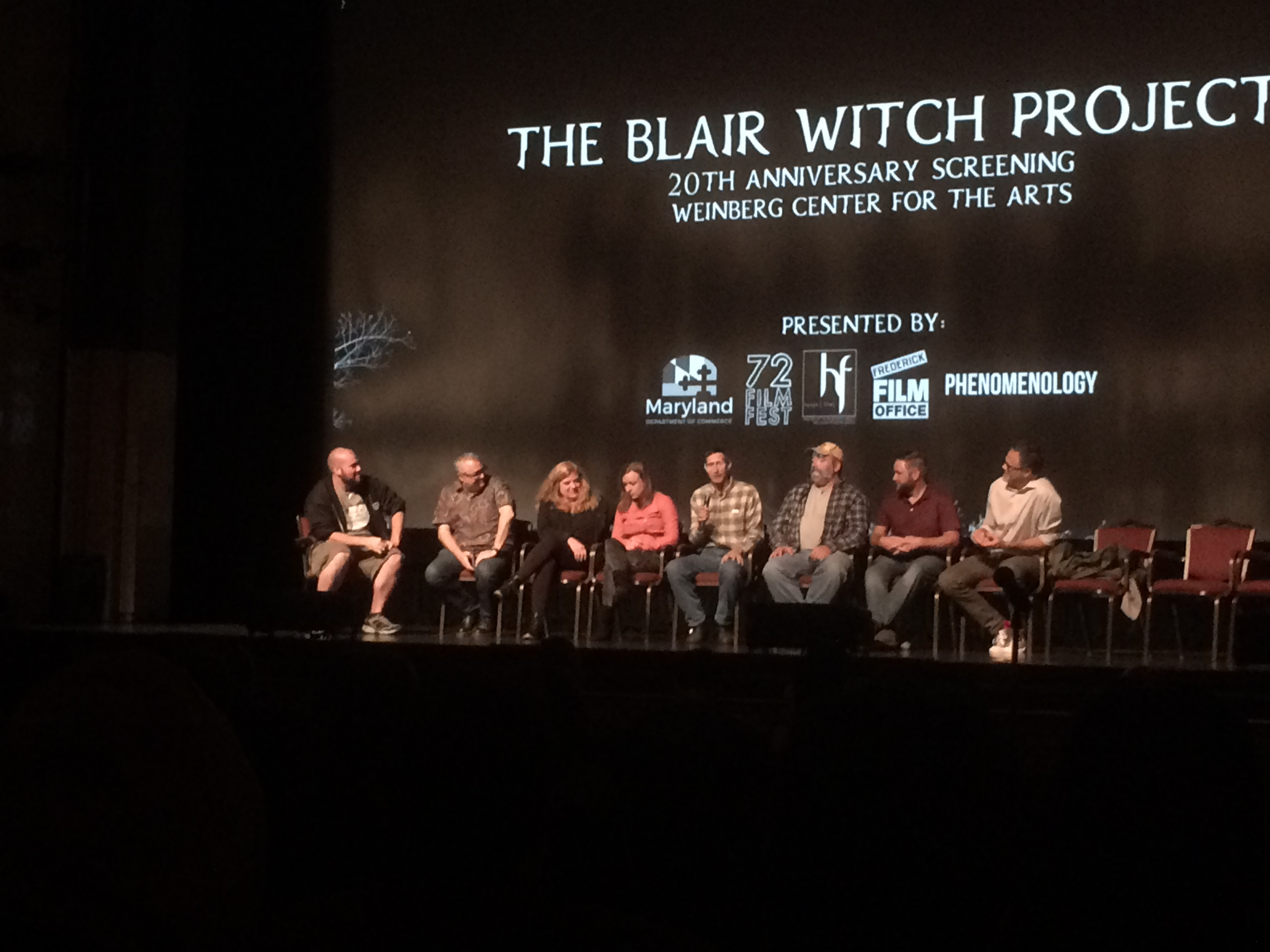
Một số diễn viên và ê-kíp làm phim The Blair Witch Project (1999), một trong những bộ phim kinh dị có doanh thu cao nhất thập niên 1990.

Phim kinh dị của thập niên 1990 cũng không phát triển được nhiều đạo diễn mới của dòng phim như các thập niên 1960 hay 1970. Các nhà làm phim độc lập trẻ tuổi như Kevin Smith, Richard Linklater, Michael Moore và Quentin Tarantino lấn sân sang lĩnh vực điện ảnh ngoài dòng phim tại các liên hoan phi thể loại như Liên hoan phim Sundance. Newman lưu ý rằng đầu thập niên 1990 là "thời điểm không tốt để xem phim kinh dị", lưu ý tới việc phát hành tràn lan các phần tiếp theo. Muir nhận xét rằng ở thập niên 1990 sau khi Chiến tranh Lạnh kết thúc, Hoa Kỳ không thực sự có một "kẻ thù đáng gờm" trên bình diện quốc tế, dẫn đến việc các bộ phim kinh dị chuyển thể thành kẻ thù hư cấu chủ yếu ở trong nước Mỹ, với chính phủ Mỹ, doanh nghiệp lớn, tôn giáo có tổ chức và tầng lớp thượng lưu cũng như các vật phẩm siêu nhiên và huyền bí như ma cà rồng hay tín đồ satan có đầy ở những nhân vật phản diện trong phim kinh dị của những năm 1990. Sự phát triển nhanh chóng của công nghệ ở thập niên 1990 với internet và nỗi sợ hãi về vấn đề năm 2000 gây ra ngày tận thế đã được phản ánh trong cốt truyện của các bộ phim.
Những xu hướng khác dựa trên dòng phim kinh dị của thập niên 1990 gồm có các bộ phim kinh dị hậu hiện đại như Scream (1996) được làm trong thời đại này. Phim kinh dị hậu hiện đại tiếp tục kéo dài đến thập niên 2000, cuối cùng chỉ được phát hành dưới dạng phim giễu nhại hài hước. Đến cuối thập niên 1990, ba bộ phim mà Newman mô tả là "hiện tượng văn hóa" đã được trình làng. Chúng gồm Ringu (1998) của Nakata Hideo (bộ phim ăn khách khắp châu Á), The Sixth Sense - một câu chuyện ma khác mà Newman mô tả là tạo ra "một tình tiết rập khuôn tức thời" của những đoạn kết có twist, và bộ phim độc lập kinh phí thấp The Blair Witch Project (1999). Newman mô tả xu hướng đầu tiên của phim kinh dị ở thập niên 2000 sau thành công của The Blair Witch Project, nhưng chủ yếu là phim giễu nhại hoặc phim kinh phí thấp mô phỏng thấp tương tự.

### Thập niên 2000
Loạt phim dành cho thanh thiếu niên bắt đầu trong thời đại này với Final Destination, đồng thời thành công của bản làm lại House on Haunted Hill (1999) của William Castle đã cho ra một loạt phim làm lại trong thập kỷ này. Danh tiếng của bản làm lại Dawn of the Dead (2004) đã dẫn đến sự hồi sinh trong thể loại phim xác sống Mỹ vào cuối thập niên 2000. Ngoài các bản làm lại, các loạt phim kinh dị im ắng từ lâu khác như The Exorcist và Friday the 13th đã nhận được các bản phim truyện điện ảnh mới. Sau thành công của Ringu (1998), một số bộ phim đến từ Hồng Kông, Hàn Quốc, Thái Lan và Nhật Bản mang cốt truyện trinh thám điều tra về ma quỷ tương tự. Xu hướng này được lặp lại ở phương Tây với những bộ phim có cốt truyện tương tự và những bộ phim Hollywood làm lại từ những bộ phim châu Á như The Ring (2002). Tại Vương quốc Anh, Newman mô tả "sự hồi sinh khiêm tốn" của phim kinh dị Anh, đầu tiên là phim kinh dị liên quan đến chiến tranh và một số phim độc lập thuộc nhiều phong cách khác nhau, Newman mô tả "những đột phá trong phim kinh dị mới của Anh" bao gồm 28 Days Later (2002) và Shaun of the Dead (2004). 
David Edelstein của The New York Times đã đặt ra một thuật ngữ cho thể loại mà ông mô tả là "torture porn" trong một bài báo vào năm 2006, như một cái nhãn cho hơn 40 bộ phim kể từ năm 2003. Edelstein gộp chung các bộ phim như Saw (2004) và Wolf Creek (2005) dưới cái nhãn này nhằm gợi ý cho khán giả một "sự kích thích và gây sốc", trong khi các học giả điện ảnh về phim kinh dị đầu thế kỷ 21 mô tả chúng là "những hành động bằng cơ thể cường độ cao và những diễn xuất bằng cơ thể rõ ràng" để tạo ra những phản ứng khó chịu. Kevin Wetmore sử dụng loạt phim điện ảnh Saw để nhận xét rằng những bộ phim được đề xuất này này phản ánh thái độ hậu 11/9 với chủ nghĩa bi quan ngày càng tăng, cụ thể là thái độ "không chuộc tội, không hy vọng, không kỳ vọng rằng 'chúng ta sẽ ổn thôi'".

### Thập niên 2010 đến nay
Sau khi xưởng phim Blumhouse thành công với Paranormal Activity (2007), hãng này tiếp tục sản xuất những bộ phim ăn khách trong thập niên 2010 với loạt phim điện ảnh Insidious. Từ đó dẫn đến cái mà Newman mô tả là chính sách của công ty về "am hiểu thương mại với rủi ro đề tài thường được đền đáp", chẳng hạn như Get Out (2017) và loạt phim như The Purge. Laura Bradley trong bài báo của mình cho Vanity Fair lưu ý rằng cả hãng phim lớn và nhỏ đều bắt đầu chú ý đến thành công của Blumhouse, kể cả A24 - trở nên nổi tiếng với các bộ phim như The Witch (2015) và Midsommar (2019). Bradley nhận xét về cách mà một số bộ phim này được phân loại là "kinh dị nâng tầm", thuật ngữ được sử dụng cho những tác phẩm được 'nâng tầm' ngoài dòng phim truyền thống hoặc thuần túy, nhưng lại cho biết "những người hâm mộ phim kinh dị và một số nhà phê bình đã phản bác lại quan điểm rằng những bộ phim này đang làm một cái gì đó hoàn toàn mới" bằng lưu ý nguồn gốc của chúng từ những bộ phim như Night of the Living Dead (1968) và Rosemary's Baby (1968). Việc gia tăng sử dụng các dịch vụ phát trực tuyến ở thập niên 2010 cũng được cho là đã thúc đẩy sự phổ biến của dòng phim kinh dị; cũng như Netflix và Amazon Prime Video sản xuất và phân phối nhiều tác phẩm thuộc thể loại này, Shudder ra mắt vào năm 2015 dưới dạng dịch vụ chuyên về mảng kinh dị. Vào đầu thập niên 2010, một làn sóng phim kinh dị bắt đầu thể hiện cái mà Virginie Sélavy mô tả là xu hướng phiêu diêu. Điều này được lấy cảm hứng từ thử nghiệm và các tiểu thể loại của thập niên 1970, đặc biệt là dòng kinh dị dân gian. Xu hướng bắt đầu với Enter the Void (2009) và Beyond the Black Rainbow (2010) và tiếp diễn trong suốt thập kỷ với những bộ phim như Climax (2018).
Được chuyển thể từ tiểu thuyết của Stephen King, It (2017) đã thiết lập kỷ lục phòng vé cho dòng phim kinh dị với doanh thu 123,1 triệu USD vào dịp cuối tuần công chiếu tại Hoa Kỳ và gần 185 triệu USD trên toàn cầu. Sự thành công của It dẫn đến nhiều tiểu thuyết khác của King được chuyển thể thành phim truyện điện ảnh mới. Đầu năm 2020, đại dịch COVID-19 đã tác động lớn đến ngành công nghiệp điện ảnh, dẫn đến việc một số phim kinh dị bị hoãn phát hành hoặc tạm dừng sản xuất. Trong thời gian phong tỏa, lượng phát trực tuyến các bộ phim đề tài ngày tận thế hư cấu tăng lên.

## Tiểu thể loại phim kinh dị
Kinh dị là một thể loại dễ uốn nắn và thường có thể được thay đổi để phù hợp với các thể loại khác như khoa học viễn tưởng, làm cho một số phim khó mà phân loại được.

### Kinh dị thể xác
Là một thể loại nổi lên vào thập niên 1970, phim kinh dị thể xác chú trọng vào quá trình biến đổi cơ thể. Trong những bộ phim này, cơ thể hoặc bị nhấn chìm bởi một số quá trình lớn hơn hoặc hướng tới phân mảnh và vỡ vụn. Trong những bộ phim này, trọng tâm có thể là ngụ ý tận thế về việc toàn bộ xã hội bị vượt qua, nhưng trọng tâm thường tập trung vào một cá nhân và ý thức về bản sắc của họ, chủ yếu là họ quan sát cơ thể của chính họ thay đổi. Sự xuất hiện sớm nhất của tiểu thể loại này là tác phẩm của đạo diễn David Cronenberg, cụ thể là với những bộ phim đầu tiên như Shivers (1975). Mark Jancovich của Đại học Manchester nhận định rằng những cảnh biến đổi trong dòng phim kích thích nỗi sợ hãi và ghê tởm, nhưng cũng mang lại niềm vui và sự phấn khích như trong The Thing (1982) và The Fly (1986).

### Kinh dị hài
Kinh dị hài kết hợp các yếu tố của phim hài và kinh dị. Thể loại hài kinh dị thường kết hợp với thể loại hài đen. Đôi khi dòng phim bao gồm các bộ phim kinh dị có rating thấp hơn nhắm đến khán giả gia đình. Truyện ngắn The Legend of Sleepy Hollow của Washington Irving được xem là "câu chuyện hài-kinh dị đầu tiên".

### Kinh dị dân gian
Kinh dị dân gian sử dụng các yếu tố văn hóa dân gian hoặc tín ngưỡng tôn giáo và văn hóa khác để dấy lên nỗi sợ hãi cho khán giả. Kinh dị dân gian có bối cảnh nông thôn và các đề tài về sự cô lập, tôn giáo và thiên nhiên. Các ví dụ thường được nhắc đến là Witchfinder General (1968), The Blood on Satan's Claw (1971), The Wicker Man (1973) và Midsommar (2019). Văn hóa dân gian và tín ngưỡng địa phương đã được ghi nhận là phổ biến trong các bộ phim kinh dị từ khu vực Đông Nam Á, bao gồm Thái Lan và Indonesia.

### Kinh dị found footage
"Kỹ thuật" phim kinh dị found footage mang đến cho khán giả góc nhìn ngôi thứ nhất về các sự kiện trên màn ảnh và trình bày cảnh quay như được phát hiện sau đó. Những bộ phim kinh dị được dựng như được lấy từ "found footage" nhằm hợp nhất trải nghiệm của khán giả và nhân vật, từ đấy có thể gây hồi hộp, sốc và bối rối. Alexandra Heller-Nicholas lưu ý rằng sự phổ biến của các trang web như YouTube vào năm 2006 đã khơi dậy sở thích của giới truyền thông nghiệp dư, dẫn đến việc sản xuất thêm các bộ phim thuộc thể loại kinh dị found footage vào cuối thập niên 2000, kể cả Paranormal Activity (2007) đặc biệt thành công về mặt tài chính.

### Kinh dị gothic
Trong cuốn sách Gothic film, Richard J. McRoy và Richard J. Hand ghi chép rằng "gothic" có thể được xem là một tiểu thể loại kinh dị rất mơ hồ, nhưng lập luận rằng "gothic" nhìn chung là một phong cách giống như phim noir và không bị ràng buộc vào một số yếu tố điện ảnh như phim Viễn Tây hoặc khoa học viễn tưởng. Thuật ngữ "gothic" thường được sử dụng để mô tả cách tiếp cận cách điệu để thể hiện địa điểm, mong muốn và hành động trong phim. Các quan điểm đương thời về dòng phim liên kết nó với hình ảnh về những lâu đài trên đỉnh đồi và mê cung giống như những dinh thự của tổ tiên đang ở trong tình trạng hư hỏng khác nhau. Câu chuyện trong những bộ phim này thường chú trọng vào nỗi sợ hãi và sức hấp dẫn của khán giả đối với thay đổi và nổi loạn của xã hội. Thể loại này có thể được áp dụng cho các bộ phim ra đời sớm từ The Haunted Castle (1896), Frankenstein (1910) cũng như các phiên bản phức tạp hơn như Stoker của Park Chan-wook (2013) và Get Out của Jordan Peele (2017).
Phong cách gothic được áp dụng cho một số bộ phim trong suốt lịch sử dòng phim kinh dị. Phong cách này có ở các bộ phim kinh dị của Universal Pictures trong thập niên 1930, sự hồi sinh của kinh dị gothic trong các thập niên 1950 và 1960 với các bộ phim của Hammer, Poe-cycle của Roger Corman và một số tác phẩm của Ý.  Đến thập niên 1970, các tác phẩm của Mỹ và Anh thường có phim về ma cà rồng lấy bối cảnh đương đại, chẳng hạn như Hammer Films có câu chuyện về Dracula lấy bối cảnh hiện đại và sử dụng chất liệu kinh dị khác để thúc đẩy nội dung khiêu dâm trong các phim về ma cà rồng của họ mà Black Friday đã khởi xướng. Trong thập niên 1980, các nhân vật kinh dị cũ của Dracula và quái vật Frankenstein hiếm khi xuất hiện, với các bộ phim về chủ đề ma cà rồng thường được tiếp tục theo truyền thống của các tác giả như Anne Rice, nơi chủ nghĩa ma cà rồng trở thành một lựa chọn lối sống thay vì bệnh dịch hay lời nguyền. Sau khi bộ phim Bram Stoker's Dracula (1992) của Francis Ford Coppola được phát hành, một làn sóng nhỏ phim kinh dị lãng mạn kiểu gothic kinh phí cao đã được phát hành vào thập niên 1990.

### Kinh dị tự nhiên
Còn được mô tả là "kinh dị sinh thái", phim kinh dị tự nhiên là một tiểu thể loại "kể về tự nhiên nổi cơn thịnh nộ dưới hình hài quái thú đột biến, côn trùng ăn thịt và động vật hoặc thực vật thôn thường vô hại bị biến thành sát nhân máu lạnh." Năm 1963, Hitchcock định nghĩa một thể loại mới mang tính chất trả thù nhân loại với The Birds (1963), được mở rộng thành một trào lưu vào thập niên 1970. Tiếp nối thành công của Willard (1971) - một bộ phim về chuột sát thủ, năm 1972 có những bộ phim tương tự với Stanley (1972) và phần tiếp theo chính thức là Ben (1972). Các bộ phim khác kế đến như Night of the Lepus (1972), Frogs (1972), Bug (1975), Squirm (1976) và cái mà Muir mô tả là "bước ngoặt" trong thể loại này là Jaws (1975), trở thành bộ phim có doanh thu cao nhất vào thời điểm đó và chuyển thể loại tấn công động vật "theo một lộ trình ít kỳ quái hơn" với ít động vật khổng lồ hơn và nhiều sinh vật ngoài đời thực hơn như Grizzly (1976) và Night Creature (1977), Orca (1977) và Jaw 2 (1978). Bộ phim được liên kết với các phong trào bảo vệ môi trường đã trở thành xu thế chính trong thập niên 1970 và đầu thập niên 1980 như chủ nghĩa ăn chay, phong trào quyền động vật và các tổ chức như Hòa bình xanh. Sau Jaws, cá mập trở thành loài động vật phổ biến nhất của dòng phim, từ những bộ phim tương tự như Mako: The Jaws of Death (1976) và Great White (1981) cho đến loạt phim Sharknado. James Marriott nhận thấy rằng dòng phim đã "mất đà" từ thập niên 1970, trong khi các bộ phim vẫn sẽ được làm cho đến đầu thiên niên kỷ.

### Phim chặt chém
Phim chặt chém là một tiểu thể loại kinh dị liên quan đến một kẻ sát nhân lấy mạng một nhóm người (thường là thanh thiếu niên), thường bằng cách sử dụng các công cụ có lưỡi. Trong cuốn sách của mình về dòng phim, tác giả Adam Rockoff cho rằng những nhân vật phản diện này đại diện cho một "thể loại bất hảo" của những bộ phim có "sự cứng cỏi, phân biệt đối xử và dữ dội theo chủ nghĩa cá nhân."  Sau thành công về mặt tài chính của Friday the 13th (1980), ít nhất 20 phim chặt chém khác đã xuất hiện chỉ riêng trong năm 1980. Những bộ phim này thường xoay quanh 5 đặc điểm: bối cảnh xã hội độc đáo (khu cắm trại, trường học, ngày lễ) và một tội ác trong quá khứ đã phạm phải (một tai nạn chết đuối, không chung thuỷ, một tình nhân bị khinh bỉ) và một nhóm nạn nhân có sẵn (hướng dẫn viên cắm trại, sinh viên, tiệc cưới). Thể loại bị một số nhà phê bình phim đương đại của thời đại này như Ebert chế giễu, và thường thu được lợi nhuận cao ở phòng vé. Phim Scream (1996) ra đời đã dẫn đến sự hồi sinh ngắn ngủi của những bộ phim chặt chém ở thập niên 1990. Các quốc gia khác bắt chước sự hồi sinh của dòng phim chặt chém của Mỹ, chẳng hạn như chu kỳ đầu thập niên 2000 của Hàn Quốc với Bloody Beach (2000), Nightmare (2000) và The Record (2000).

### Kinh dị siêu nhiên
Phim kinh dị siêu nhiên tổng hợp các yếu tố siêu nhiên, chẳng hạn như thế giới bên kia, nhập hồn và tôn giáo vào thể loại kinh dị.

### Kinh dị tuổi thiếu niên
Kinh dị tuổi thiếu niên là một tiểu thể loại kinh dị xem thanh thiếu niên là nạn nhân trong khi thường quảng bá những vai chính thiếu niên mạnh mẽ, bất tuân thu hút thế hệ trẻ. Tiểu thể loại này thường mô tả các đề tài về tình dục, uống rượu ở tuổi vị thành niên và máu me. Phim kinh dị nhắm đến khán giả trẻ có quái vật tuổi thiếu niên trở nên phổ biến vào thập niên 1950 với một số tác phẩm của American International Pictures (AIP) và các tác phẩm của Herman Cohen với I Was a Teenage Werewolf (1957) và I Was a Teenage Frankenstein (1957). Từ đấy dẫn đến các tác phẩm ra đời về sau như The Daughter of Dr. Jekyll (1957) và  Frankenstein's Daughter (1958). Chu kỳ kinh dị tuổi thiếu niên ở thập niên 1980 thường thể hiện cảnh máu me và khỏa thân trần trụi; John Kenneth Muir mô tả đấy là những câu chuyện dè dặt mang tính cảnh báo, trong đó hầu hết bộ phim đều tuyên bố nếu bạn tham gia vào những tệ nạn như ma túy hoặc tình dục, bạn sẽ bị phán tội chết. Trước Scream, không có bộ phim kinh dị tuổi thiếu niên nào nổi tiếng vào đầu thập niên 1990. Sau thành công về mặt tài chính của Scream, phim kinh dị tuổi thiếu niên ngày càng trở nên phản thân và tự nhận thức cho đến cuối thập niên 1990 với những bộ phim như I Know What You Did Last Summer (1997) và phim không chặt chém The Faculty (1998). Dòng phim mất đi sự nổi bật khi các bộ phim tuổi thiếu niên nhắc đến những mối đe dọa theo chủ nghĩa hiện thực hơn trong các bộ phim như Donnie Darko (2001) và Crazy/Beautiful (2001). Trong cuốn sách của mình về chu kỳ kinh dị tuổi thiếu niên thập niên 1990, Alexandra West đã mô tả xu hướng chung của những bộ phim này là thường bị các nhà phê bình, tạp chí và người hâm mộ coi thường là quá hào nhoáng, theo mốt và tao nhã để được xem là những bộ phim kinh dị đáng xem.

### Kinh dị tâm lý
Kinh dị tâm lý là một tiểu thể loại của kinh dị và giả tưởng tâm lý, đặc biệt chú trọng các trạng thái tinh thần, cảm xúc và tâm lý để làm khán giả sợ hãi, lo âu hoặc bất an. Tiểu thể loại thường trùng lặp với tiểu thể loại có liên quan là giật gân tâm lý và thường sử dụng các yếu tố bí ẩn và nhân vật có trạng thái tâm lý không ổn định, không đáng tin cậy hoặc bối rối để tăng cường hồi hộp, chính kịch, hành động và hoang tưởng của bối cảnh và cốt truyện cũng như mang lại cảm giác nhìn chung là khó chịu, bầu không khí đáng lo hoặc đau khổ.

## Phim kinh dị theo khu vực

### Phim kinh dị châu Á
Phim kinh dị ở châu Á được ghi nhận là lấy cảm hứng từ văn hóa dân gian của dân tộc, văn hóa hoặc tôn giáo, đặc biệt là niềm tin vào ma hoặc linh hồn. Trong Asian Horror, Andy Richards ghi chép rằng có "sự chấp nhận phổ biến và ăn sâu bám rễ dành cho các thế lực siêu nhiên" trong nhiều nền văn hóa châu Á, và đề xuất rằng điều này có liên quan đến các truyền thống tôn giáo theo thuyết vật linh, thuyết phiếm thần và nghiệp, như trong Phật giáo và Thần đạo. Mặc dù phim kinh dị Trung Quốc, Nhật Bản, Thái Lan và Hàn Quốc được cho là nhận được nhiều sự chú ý nhất của quốc tế, phim kinh dị cũng chiếm một tỷ lệ đáng kể trong điện ảnh Campuchia và Malaysia.

#### Ấn Độ
Điện ảnh Ấn Độ sản xuất số lượng phim lớn nhất trên thế giới, từ Bollywood (điện ảnh tiếng Hindi tại Mumbai) đến các khu vực khác như Tây Bengal và Tamil Nadu. Không giống như Hollywood và hầu hết các nền điện ảnh phương Tây truyền thống, phim kinh dị được sản xuất ở Ấn Độ kết hợp yếu tố lãng mạn, bài hát-điệu nhảy và các yếu tố khác ở dạng "masala", trong đó càng nhiều thể loại càng tốt được nhét vào một bộ phim. Odell và Le Blanc mô tả phim kinh dị Ấn Độ là "một bộ phận phổ biến, nhưng nhỏ trong sản lượng phim của đất nước" và "chưa tìm được chỗ đứng thực sự trong điện ảnh đại chúng của Ấn Độ." Những bộ phim này được thực hiện bên ngoài Mumbai, và thường bị xem gây ô uế cho nền điện ảnh đại chúng đáng kính hơn của họ. Kể từ năm 2007, Hội đồng chứng nhận phim trung ương, tức hội đồng kiểm duyệt của Ấn Độ đã tuyên bố những bộ phim mang "những cảnh bạo lực, tàn ác và kinh dị vô nghĩa hoặc không thể tránh khỏi, những cảnh bạo lực nhằm mục đích giải trí và cảnh như vậy có thể có tác động làm bớt nhạy hoặc làm mất nhân tính những người không được thể hiện."

Cảnh trích Madhubala trong phim Mahal (1949), bộ phim kinh dị thời kỳ đầu của Ấn Độ.

Những bộ phim kinh dị đầu tiên của Ấn Độ là những bộ phim về ma, chuyển sinh hoặc tái sinh như Mahal (1949). Những bộ phim đầu tiên này có xu hướng là những tác phẩm tâm linh hoặc chính bi kịch trái ngược với nội dung về nội tạng. Trong khi những bộ phim uy tín từ các tác phẩm của Hollywood đã được trình chiếu tại các rạp ở Ấn Độ, thì cuối thập niên 1960 đã chứng kiến một thị trường song song dành cho các tác phẩm đồng sản xuất nhỏ của Mỹ và châu Âu tới những bộ phim như loạt phim James Bond và phim của Mario Bava. Trong các thập niên 1970 và 1980, anh em nhà Ramsay đã tạo dựng sự nghiệp ở tầng lớp thấp của ngành công nghiệp điện ảnh Bombay khi làm phim kinh dị kinh phí thấp, chủ yếu chịu ảnh hưởng từ các tác phẩm kinh dị của Hammer, với rất ít thông tin về lịch sử sản xuất hoặc phân phối của chúng. Anh em nhà Ramsay là một gia đình có 7 anh em chuyên làm những bộ phim kinh dị có quái vật và linh hồn ác quỷ xen lẫn trong các phần bài hát và vũ đạo cũng như xen kẽ tính hài hước. Hầu hết bộ phim của họ được trình chiếu tại các rạp phim nhỏ hơn ở Ấn Độ; Tulsi Ramsay (một trong hai anh em) sau này kể rằng "Những nơi mà ngay cả tàu hỏa cũng không dừng lại, đó là nơi chúng tôi kinh doanh." Phim kinh dị của họ thường bị chi phối bởi các tác phẩm kinh phí thấp, chẳng hạn như phim của anh em nhà Ramsay. Bộ phim thành công nhất của họ là Purana Mandir (1984), bộ phim có doanh thu cao thứ hai ở Ấn Độ trong năm đó. Ảnh hưởng của các tác phẩm Mỹ có tác động đến những tác phẩm sau này của Ấn Độ như The Exorcist, dẫn đến các bộ phim liên quan đến quỷ ám như Gehrayee (1980). Ấn Độ còn làm những bộ phim về thây ma và ma cà rồng dựa theo những bộ phim kinh dị Mỹ, trái ngược với những câu chuyện và thần thoại bản địa. Những đạo diễn khác, chẳng hạn như Mohan Bhakri đã làm những bộ phim khai thác cao với kinh phí thấp như Cheekh (1985) và bom tấn lớn nhất của ông, bộ phim quái vật Khooni Mahal (1987).
Phim kinh dị không phải là thể loại hiển nhiên trong hai nền điện ảnh Tamil và Telugu, chỉ đến cuối thập niên 1980, phim kinh dị mới thường xuyên được sản xuất với những bộ phim như Uruvam (1991), Sivi (2007) và Eeram (2009) ra rạp. Thập kỷ đầu tiên của thế kỷ 21 chứng kiến một loạt phim kinh dị Telugu thành công về mặt thương mại như A Film by Aravind (2005), Mantra (2007) và Arundhati (2009) được công chiếu. Ram Gopal Varma đã làm những bộ phim thường bất chấp các quy ước của điện ảnh Ấn Độ nổi tiếng để làm những bộ phim kinh dị như Raat (1992) và Bhoot (2003) (riêng Bhoot không có cảnh hài hước hay ca nhạc). Năm 2018, bộ phim kinh dị Tumbbad được công chiếu lần đầu trong tuần lễ phê bình của Liên hoan phim quốc tế Venezia lần thứ 75 —bộ phim Ấn Độ đầu tiên khai mạc liên hoan phim.

#### Nhật Bản
Một số phim kinh dị của Nhật Bản đã truyền cảm hứng để các nhà làm phim Mỹ thực hiện các bản làm lại. Cách thể hiện bằng hình của những bộ phim gốc có thể bị mất khi dịch các yếu tố từ văn hóa này qua văn hóa khác, chẳng hạn như chuyển thể phim Ju on của Nhật thành bản phim The Grudge của Mỹ. Các thành phần văn hóa Nhật bị "rút bớt" từ từ để làm phim dễ tiếp cận với khán giả phương Tây hơn. Hành động làm hỏng giá trị này có thể xảy đến ở một bản làm lại quốc tế do trình bày các giả định văn tiêu cực quá nhiều mà theo thời gian, sẽ thiết lập một ý tưởng chung về văn cụ thể ấy ở mỗi cá nhân. Phần thảo luận của Holm về các bản làm lại The Grudge trình bày ý tưởng này bằng nhận xét: "Thay vào đó, cần lưu ý rằng các bộ phim The Grudge sử dụng khái niệm phi lý luận của Nhật Bản... nhằm tìm cách đại diện trực tiếp cho đất nước."

#### Hàn Quốc
Phim kinh dị Hàn Quốc khởi nguồn từ thập niên 1960 và trở thành nên nổi bật hơn trong nền sản xuất phim của quốc gia này vào đầu thập niên 2000. Mặc dù ma đã xuất hiện trong phim Hàn Quốc từ năm 1924, song việc viết nên lịch sử của dòng phim ở thời kỳ này đã được Alison Peirse và Daniel Martin (hai tác giả của "Korean Horror Cinema") mô tả là "mập mờ", do chính quyền thực dân Nhật Bản tiến hành kiểm soát ngăn chặn các bộ phim nghệ thuật hoặc độc lập về chính trị. Bất kể bối cảnh hay khoảng thời gian, nhiều bộ phim kinh dị Hàn Quốc như Song of the Dead (1980) có câu chuyện chú trọng vào các mối quan hệ của phụ nữ, bắt nguồn từ truyền thống Nho giáo của Hàn Quốc với nhấn mạnh vào gia đình ruột thịt. Bất chấp ảnh hưởng của văn hóa dân gian trong một vài bộ phim, không có tiêu chuẩn chính nào để phân định phim kinh dị Hàn Quốc. Điện ảnh kinh dị Hàn Quốc cũng được định nghĩa theo thể loại tâm lý tình cảm, giống như đa phần điện ảnh Hàn Quốc.
Hanyeo (1960) được nhiều người ghi nhận là tác phẩm mở đầu cho chu kỳ kinh dị đầu tiên của điện ảnh Hàn Quốc, liên quan đến những bộ phim ở thập niên 1960 về chuyện trả thù siêu nhiên, chú trọng vào những người phụ nữ bị sát hại dã man tìm cách trả thù. Một vài trong số những bộ phim này dựa trên những câu chuyện ma và văn hóa dân gian Hàn Quốc, với những câu chuyện về động vật biến hình. Dấu vết của điện ảnh quốc tế được tìm thấy trong điện ảnh kinh dị thời kỳ đầu của Hàn Quốc, chẳng hạn như Madame White Snake (1960) của Shin Sang-ok từ câu chuyện dân gian truyền thống Bạch Xà truyện của Trung Quốc. Bất chấp lệnh cấm các sản phẩm văn hóa Nhật Bản kéo dài từ năm 1945 đến năm 1998, ảnh hưởng của văn hóa Nhật Bản vẫn được tìm thấy trong các bộ phim theo chủ đề Kaibyō eiga (mèo ma), chẳng hạn như Salinma (1965) và Ijogoedam (1970). Những bộ phim khác của thập niên 1960 có những câu chuyện liên quan đến kumiho như Cáo ngàn năm (Cheonnyeonho) (1969). Những câu chuyện dựa trên văn hóa dân gian và ma quỷ này tiếp tục kéo dài đến thập niên 1970. Hàn Quốc còn sản xuất những bộ phim đề tài quái vật khổng lồ được phát hành tại Hoa Kỳ như Daekoesu Yonggari (1967) và King Kong eui daeyeokseup (1976).

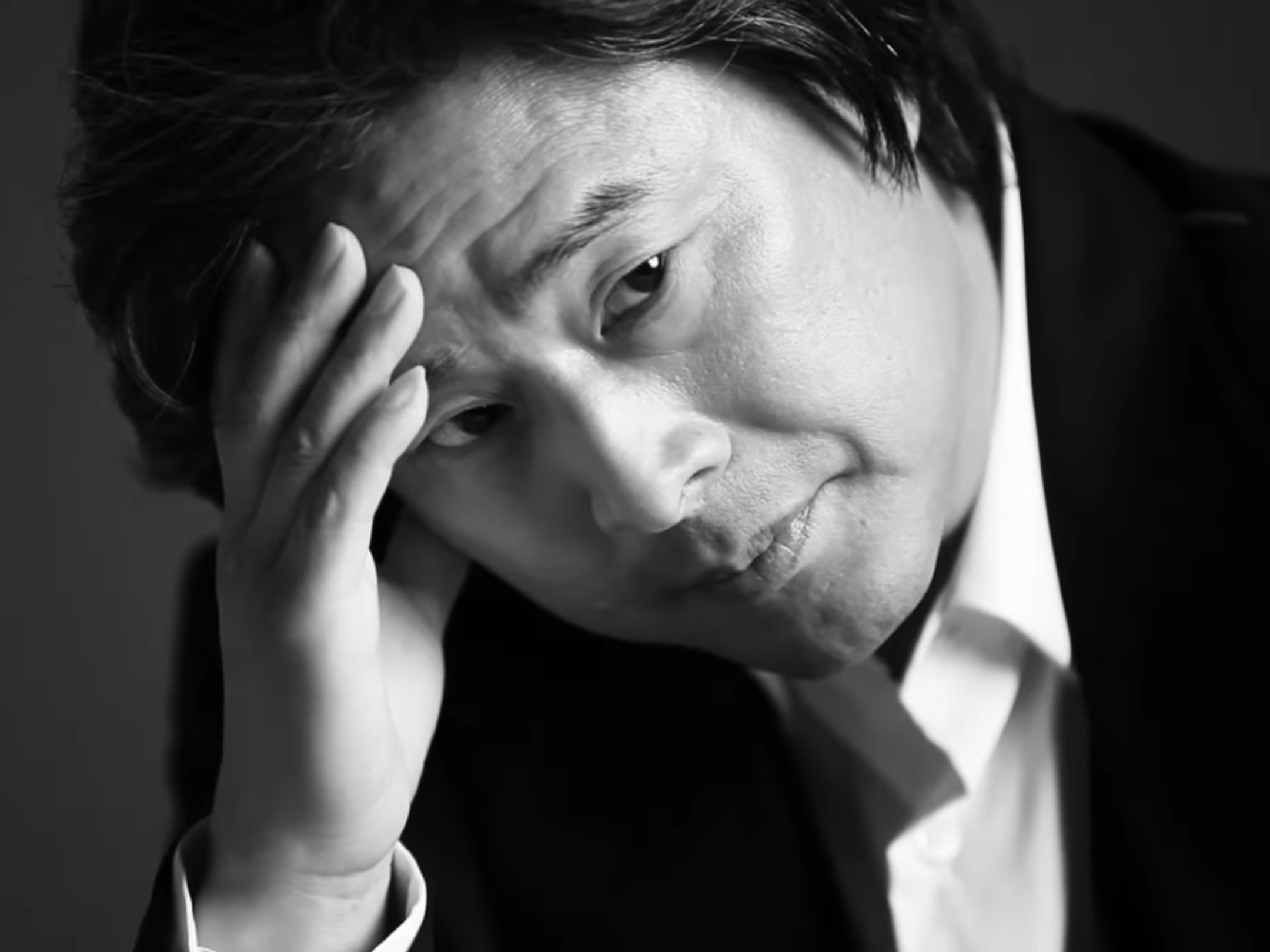
Park Chan-wook, đạo diễn của Bakjwi (2009), một trong nhiều bộ phim kinh dị đa dạng của Hàn Quốc từ đầu thế kỷ 21.

Cuối thập niên 1970, phim kinh dị Hàn Quốc bước vào thời kỳ thường được gọi là "thời kỳ đen tối" của điện ảnh Hàn Quốc với việc khán giả bị thu hút bởi phim nhập khẩu của Hồng Kông và Mỹ. Ảnh hưởng lớn nhất đến điều này là chính sách "3S" được chính phủ Chun Doo-hwan áp dụng nhằm thúc đẩy sản xuất "thể thao, màn ảnh và tình dục" cho ngành điện ảnh, dẫn đến việc kiểm duyệt thoải mái hơn và làm bùng nổ phim khiêu dâm Hàn Quốc. Phim kinh dị theo xu hướng này với Gipeun bam, gapjagi (1981), phiên bản tái hiện của Hanyeo (1960). Tính đến năm 2013, nhiều phim kinh dị Hàn Quốc sản xuất trước năm 1990 chỉ được bày bán thông qua Kho lưu trữ phim Hàn Quốc (KOFA) ở Seoul. Mãi cho đến khi Yeogogoedam phát hành vào năm 1998, phim kinh dị Hàn Quốc mới được hồi sinh, không chỉ mang phong cách chứa dấu ấn của điện ảnh Hàn Quốc truyền thống (đề tài văn hóa cụ thể và tâm lý tình cảm), mà còn là mô hình nhượng quyền phim kinh dị Mỹ, làm cho phim nhận được bốn phần tiếp theo. Kể từ khi phim ra mắt, phim kinh dị Hàn Quốc đã có sự đa dạng mạnh mẽ với các câu chuyện gothic như Janghwa, Hongryeon (2003), phim kinh dị máu me như Seuseungui Eunhye (2006), kinh dị hài (Sisilli2 km (2004)), phim ma cà rồng (Bakjwi (2009)) và các tác phẩm độc lập (Teenage Hooker Became a Killing Machine (2000))  Những bộ phim này có mức độ phổ biến khác nhau với Pon (2002) của Ahn Byeong-ki lọt vào top 10 doanh thu phòng vé nội địa năm 2002; trong khi đấy vào năm 2007, không có bộ phim kinh dị Hàn Quốc sản xuất trong nước nào thành công về mặt tài chính với khán giả địa phương. Năm 2020, Anton Bitel nhận xét trong Sight & Sound rằng Hàn Quốc là một trong những điểm nóng quốc tế về sản xuất phim kinh dị trong thập kỷ qua, nhắc đến các bộ phim được phát hành quốc tế và nổi tiếng như Chuyến tàu sinh tử (2016), The Odd Family: Zombie on Sale (2019), Bán đảo Peninsula (2020) và Gokseong (2016).

### Phim kinh dị châu Đại Dương

#### Úc
Chưa rõ tựa phim kinh dị đầu tiên của điện ảnh Úc có thể có từ khi nào, với những luồng suy đoán khác nhau, từ The Strangler's Grip (1912) đến The Face at the Window (1919), còn những câu chuyện ma xuất hiện trong Guyra Ghost Mystery (1921). Đến năm 1913, kỷ nguyên rực rỡ hơn của điện ảnh Úc kết thúc do sự đầu tư không tốt vào tài chính chính phủ vào thập niên 1970. Phải đến thập niên 1970, Úc mới phát triển phim có tiếng với các bộ phim truyền hình mà sau cùng được chiếu rạp với Dead Easy (1970) và Night of Fear (1973). The Cars That Ate Paris (1974) là tác phẩm kinh dị đầu tiên của Úc được chiếu rạp. Điện ảnh nghệ thuật Úc ở thập niên 1970 được tài trợ bởi các tập đoàn điện ảnh nhà nước, họ coi chúng dễ chấp nhận về mặt văn hóa hơn so với phim khai thác địa phương (Ozploitation), một phần của hiện tượng Úc được gọi là mặc cảm văn hoá. Thành công lớn hơn của các dòng phim như Mad Max (1979), The Last Wave (1977) và Patrick (1978) đã làm Ủy ban điện ảnh Úc chuyển trọng tâm sang hoạt động thương mại hơn. Công ty này đóng cửa vào năm 1980 do nguồn vốn của nó bị các nhà đầu tư lạm dụng để tránh thuế. Một phát kiến mới được gọi là kế hoạch tránh thuế 10BA đã ra đời, mở ra một loạt sản phẩm, dẫn đến cái mà Peter Shelley (tác giả của Australian Horror Films) đề xuất: "kiếm lợi nhuận quan trọng hơn làm một bộ phim hay." Shelley gọi những bộ phim này là phái sinh từ "phim Mỹ và trình bày chất liệu chung chung của Mỹ". Những bộ phim này bao gồm các tác phẩm phim kinh dị của Antony I. Ginnane. Trong khi Úc thành công với phim quốc tế từ giữa thập niên 1980 đến thập niên 2000, chưa đến 5 phim kinh dị nội địa được sản xuất từ năm 1993 đến 2000. Chỉ sau thành công của Wolf Creek (2005), một thế hệ các nhà làm phim mới sẽ tiếp tục làm phim theo thể loại kinh dị ở Úc kéo dài đến thập niên 2010.

### Phim kinh dị châu Âu
Ian Olney mô tả những bộ phim kinh dị của châu Âu thường gợi tình hơn và "chỉ đơn giản là xa lạ" so với các bộ phim của Anh và Mỹ. Phim kinh dị châu Âu (thường được gọi là Euro Horror) dựa trên những nguồn văn hóa châu Âu riêng biệt, gồm có chủ nghĩa siêu thực, chủ nghĩa lãng mạn, trào lưu suy đồi, văn học bột giấy đầu thế kỷ 20, phim dài tập và truyện tranh khiêu dâm. So với logic kể chuyện trong các thể loại phim của Mỹ, những bộ phim này tập trung vào hình ảnh, độ thái quá và phi lý.
Từ giữa thập niên 1950 đến giữa thập niên 1980, phim kinh dị châu Âu nổi lên từ các nước như Ý, Tây Ban Nha và Pháp, chủ yếu được trình chiếu tại Hoa Kỳ ở rạp chiếu phim dành cho người lái xe và rạp grindhouse. Khi các nhà sản xuất và phân phối trên toàn thế giới quan tâm đến phim kinh dị, bất kể nguồn gốc của chúng bắt đầu có những thay đổi trong ngành làm phim kinh phí thấp ở châu Âu, cho phép sản xuất phim kinh dị từ Ý, Pháp, Đức, Hoa Kỳ, Liên hiệp Anh và Tây Ban Nha vào các thập niên 1960 và 1970, cũng như hợp tác sản xuất giữa các nước này. Một vài tác phẩm, chẳng hạn như ở Ý là tác phẩm đồng sản xuất do thiếu các ngôi sao quốc tế trong nước. Phim kinh dị châu Âu bắt đầu phát triển nhóm tín đồ mạnh từ cuối thập niên 1990.

#### Pháp

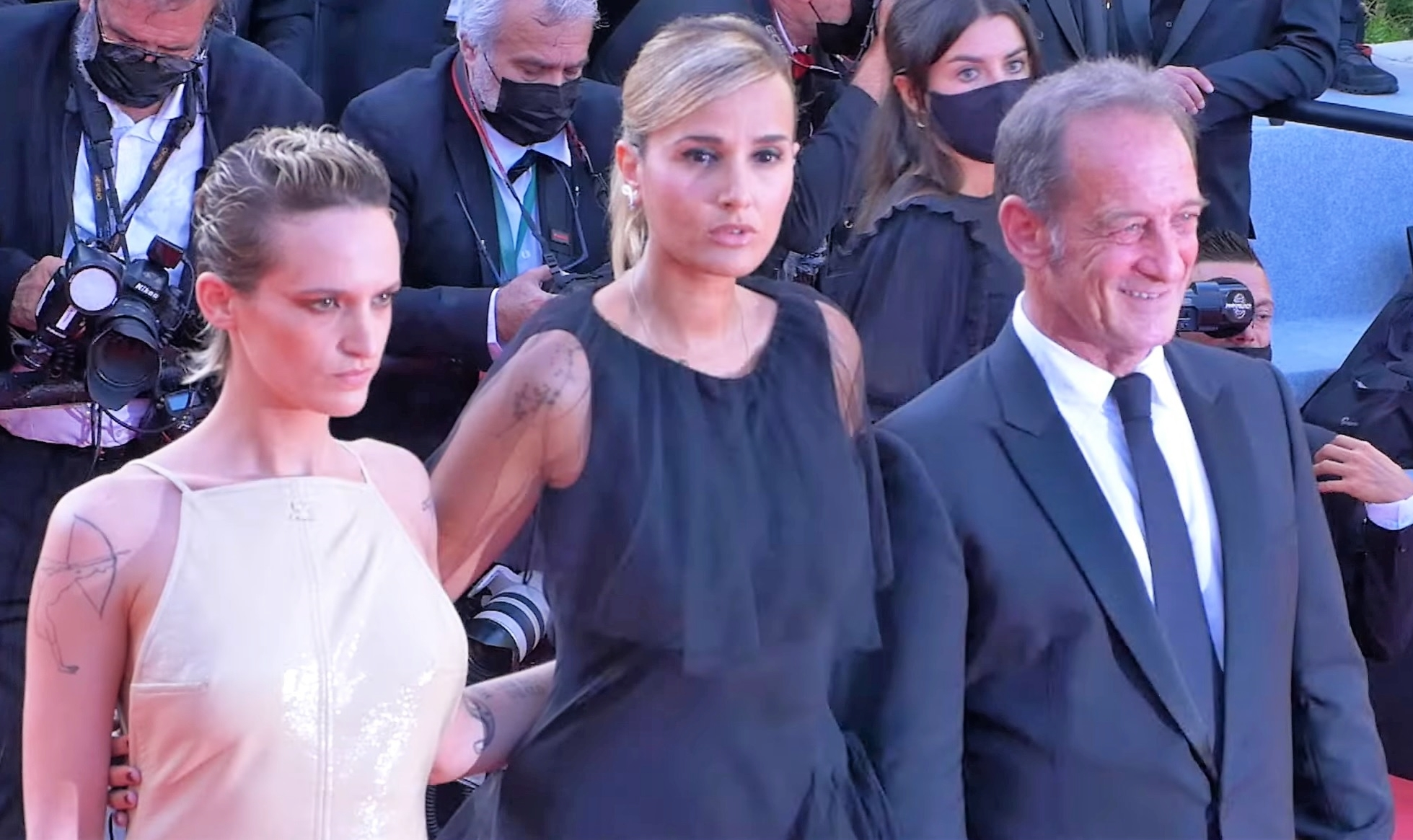
Đạo diễn người Pháp Julia Ducournau (giữa) đoạt giải Cành cọ vàng cho phim kinh dị Titane. Bức hình chụp cô cùng các diễn viên Agedit Rousselle và Vincent Lindon (những diễn viên chính trong phim) tại Liên hoan phim Cannes 2021.

Pháp chưa bao giờ thực sự phát triển phong trào làm phim kinh dị đến mức mà Vương quốc Anh hay Ý đã sản xuất. Trong cuốn sách European Nightmares, các biên tập viên Patricia Allmer, Emily Brick và David Huxley lưu ý rằng điện ảnh Pháp thường được coi là có truyền thống về phim giả tưởng hơn là phim kinh dị. Họ lưu ý rằng điện ảnh Pháp đã cho ra một loạt phim kinh dị cá nhân xuất sắc từ những đạo diễn không chuyên về mảng này. Trong cuốn sách Horror Films, Colin Odell & Michelle Le Blanc đã nhắc đến đạo diễn Jean Rollin là một trong tác giả (auteur) kinh dị nhất quán nhất của nước này, với số lượng tác phẩm trong 40 năm được mô tả là phim kinh dị kinh phí thấp "gây chia rẽ cao" thường có các yếu tố khiêu dâm, ma cà rồng, kinh phí thấp, những câu chuyện bột giấy và chi tiết liên hệ đến cả nghệ thuật cao lẫn thấp của châu Âu. Một trong số ít đạo diễn người Pháp chuyên về dòng kinh dị là Alexandre Aja, anh chia sẻ rằng "vấn đề với người Pháp là họ không tin vào ngôn ngữ của mình [khi nói đến dòng kinh dị]. Phim kinh dị Mỹ ăn khách, nhưng bằng ngôn ngữ của họ thì người Pháp không hứng thú." 
Năm 2004, nhà thiết kế chương trình phim James Quandt đã đặt tên cho một phong trào nghệ thuật xúc phạm của điện ảnh Pháp ở thế kỷ 21 là New Extremity; ông tuyên bố và chế nhạo rằng các bộ phim của Catherine Breillat, Claire Denis, Gaspar Noé và Bruno Dumont (cùng một số người khác) đã tạo ra "điện ảnh đột nhiên quyết tâm phá vỡ mọi điều cấm kỵ, lội trong dòng sông nội tạng và bọt tinh trùng, lấp đầy từng khung hình bằng da thịt, gợi tình hoặc xương xẩu, và khiến nó phải chịu mọi kiểu thâm nhập cắt xẻo và nhơ nhuốc." Trong cuốn sách Films of the New French Extremity của mình, Alexandra West mô tả hiện tượng này ban đầu là một phong trào art house, nhưng khi đạo diễn của những bộ phim đó bắt đầu làm phim kinh dị phù hợp với tiêu chuẩn art house như Trouble Every Day (2001) và Dans ma peau (2002) của Marina de Van, các đạo diễn khác bắt đầu làm nhiều hơn những gì West mô tả là "phim kinh dị trần trụi" chẳng hạn như Haute Tension của Aja (2003) và Frontière(s) (2007) của Xavier Gens. Một số phim kinh dị của phong trào  New Extremity thường xuyên lọt vào danh sách thể loại "Hay nhất", chẳng hạn như Martyrs (2008), À l'intérieur (2007) và Haute Tension (2003); trong khi đó bộ phim Titane (2021) của Julia Ducournau đã giành chiến thắng giải Cành cọ vàng tại Liên hoan phim Cannes 2021.

#### Đức

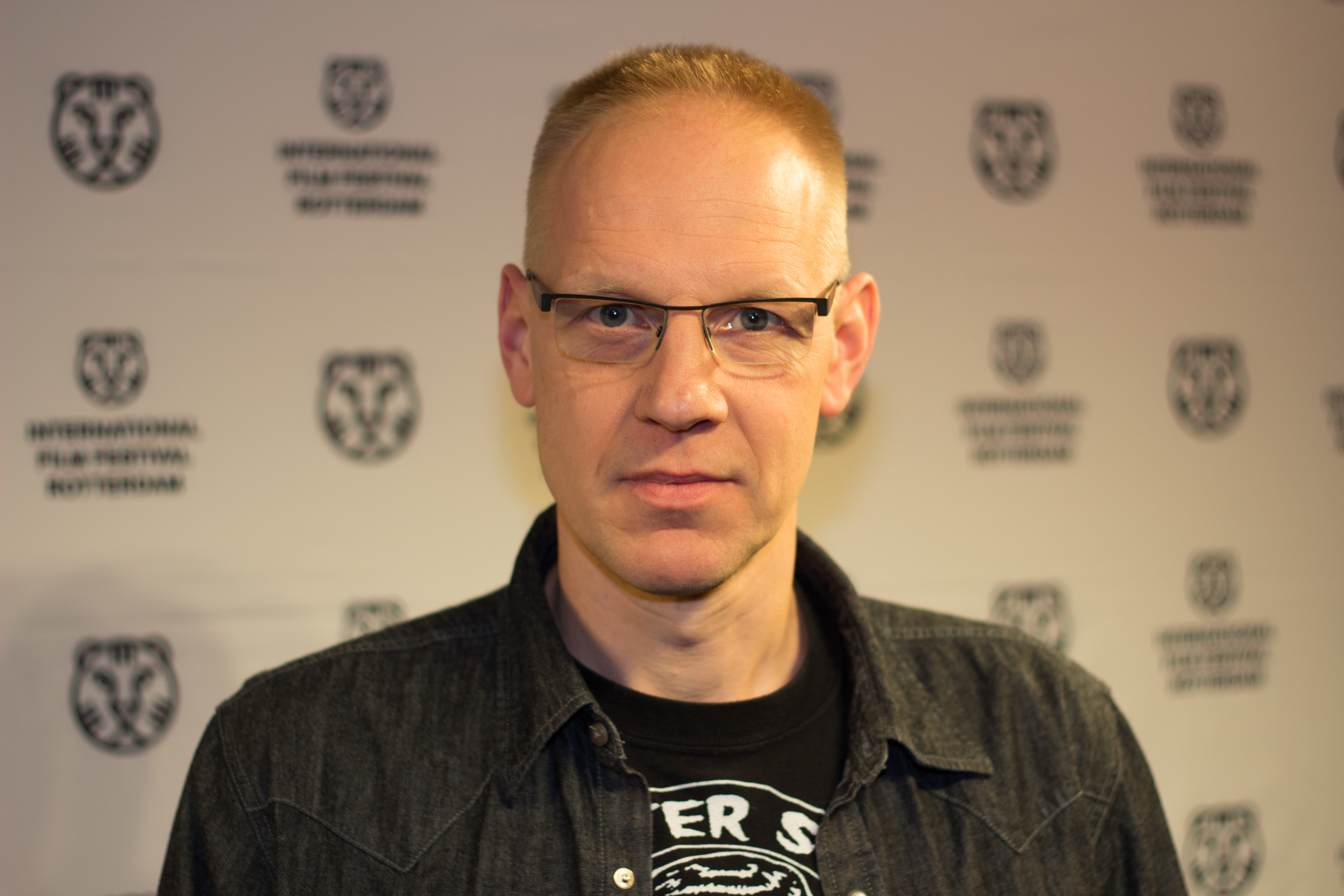
Jörg Buttgereit vào năm 2015. Buttgereit được Kai-Uwe Werbeck mô tả là "có thể là đạo diễn kinh dị người Đức rõ rệt nhất ở thập niên 1980 và đầu thập niên 1990"

Phim kinh dị thời hậu chiến của Đức vẫn bị cho ra rìa sau thành công trong thời kỳ phim câm. Đức Quốc Xã chấm dứt sản xuất phim kinh dị và các tác phẩm của Đức không bao giờ thu hút được lượng lớn khán giả đến xem phim kinh dị Đức, dẫn đến dòng phim không trở lại dưới bất kỳ hình thức chính nào cho đến cuối thập niên 1960. Từ năm 1933 đến năm 1989, Randall Halle chỉ công bố khoảng 34 bộ phim có thể được coi là phim kinh dị và 45 bộ phim đồng sản xuất với các quốc gia khác, chủ yếu là Tây Ban Nha và Ý. Bên ngoài Nosferatu (1979) của Herzog, hầu hết các bộ phim kinh phí thấp này tập trung vào đề tài khiêu dâm qua những đoạn kể chuyện kinh dị. Vào giữa thập niên 1970, Cục kiểm duyệt truyền thông có hại cho thanh thiếu niên được giao nhiệm vụ bảo vệ trẻ vị thành niên khỏi nội dung bạo lực, phân biệt chủng tộc và khiêu dâm trong văn học và truyện tranh, dẫn đến bộ luật được hợp thức hoá vào năm 1973. Những luật này được mở rộng sang băng đĩa gia đình vào năm 1985 sau khi phát hành các tựa phim như The Evil Dead (1981) của Sam Raimi và thay đổi chính trị khi Helmut Kohl trở thành thủ tướng vào năm 1982. Số lượng phim Tây Đức sản xuất đã thấp vào thập niên 1980, làm dòng phim được quay bởi những người nghiệp dư có ít hoặc không có kinh phí. Đầu thập niên 1980, chính phủ Tây Đức đã đàn áp những bộ phim kinh dị đồ họa tương tự như hiện tượng băng đĩa xấu của Vương quốc Anh. Để phản ứng trực tiếp chuyện này, các đạo diễn độc lập Tây Đức vào cuối thập niên 1980 và đầu thập niên 1990, cụ thể là các đạo diễn độc lập Tây Đức phát hành một số lượng tương đối cao những gì Kai-Uwe Werbeck mô tả là "phim kinh dị siêu bạo lực" kinh phí thấp, đôi khi được miêu tả là phim kinh dị underground Đức. Werbeck mô tả nổi bật nhất trong số này là của Jörg Buttgereit, được Werbeck miêu tả "có thể là đạo diễn phim kinh dị người Đức rõ rệt nhất ở thập niên 1980 và đầu thập niên 1990", người mà Harald Harzheim nhận định là "đạo diễn người Đức đầu tiên mang đến cho thể loại kinh dị những xung lực mới kể từ thập niên 1920". Những bộ phim máu me tương tự như The Burning Moon của Olaf Ittenbach là bộ phim đầu tiên và cũng là bộ phim cuối cùng được sản xuất ở Đức vẫn bị cấm ở đây tính đến năm 2016.

## Tác động lên khán giả

### Tác động tâm lý
Trong một nghiên cứu do Uri Hasson và cộng sự tiến hành, sóng não được quan sát thông qua hình ảnh cộng hưởng từ chức năng (fMRI). Nghiên cứu này đã sử dụng phương pháp phân tích tương quan liên chủ đề (ISC) để xác định kết quả. Nghiên cứu cho thấy rằng khán giả có xu hướng tập trung vào một số khía cạnh trong một cảnh cụ thể cùng lúc và có xu hướng ngồi yên nhất có thể trong khi xem phim kinh dị.
Chỉ có khoảng 10% dân số Mỹ thích cảm giác hưng phấn sinh lý ngay sau khi xem phim kinh dị. Những người không thích xem phim kinh dị có thể bị suy giảm cảm xúc tương tự như PTSD nếu môi trường nhắc họ nhớ đến những cảnh cụ thể.
Một nghiên cứu năm 2021 đề xuất những bộ phim kinh dị khám phá nỗi đau buồn có thể mang lại lợi ích tâm lý cho tang quyến, dòng phim này rất phù hợp để thể hiện nỗi đau buồn thông qua các quy tắc của thể loại.

### Tác động vật lý
Trong một nghiên cứu của Medes và cộng sự, việc tiếp xúc kéo dài với hạ âm và tiếng ồn tần số thấp (<500 Hz) trong thời gian dài có tác động đến âm vực (nghĩa là tiếp xúc lâu hơn có xu hướng hình thành dải tần số ngữ âm thấp hơn). Một nghiên cứu khác của Baliatsas và công sự quan sát thấy rằng có mối tương quan giữa tiếp xúc với sóng siêu âm và tiếng ồn tần số thấp và các vấn đề liên quan đến giấc ngủ. Mặc dù hầu hết các bộ phim kinh dị đều giữ âm thanh trong khoảng 20–30 Hz, tiếng ồn vẫn có thể gây khó chịu trong thời gian dài.
Một kỹ thuật khác được sử dụng trong phim kinh dị để kích thích phản ứng từ khán giả là bất đồng nhận thức, đó là khi một người cảm thấy căng thẳng trong chính họ và được khuyến khích giải tỏa căng thẳng ấy. Bất đồng là sự xung đột của những âm thanh khó chịu hoặc khó nghe. Một nghiên cứu của Prete và cộng sự đã xác định rằng khả năng nhận ra bất đồng dựa vào bán cầu não trái, trong khi sự hòa hợp dựa vào nửa bên phải. Con người thường yêu thích sự hoà hợp nhiều hơn; sự khác biệt này là đáng chú ý ngay cả trong giai đoạn đầu đời. Kinh nghiệm âm nhạc trước đây cũng có thể ảnh hưởng đến việc ghét sự bất đồng.
Phản ứng dẫn của da (SCR), nhịp tim (HR) và phản ứng điện cơ (EMG) khác nhau tùy theo phản ứng với các kích thích cảm xúc, thể hiện cao hơn đối với những cảm xúc tiêu cực ở cái được gọi là "thành kiến tiêu cực". Khi áp dụng cho âm nhạc nghịch tai, HR giảm (như một dạng cơ thể thích ứng với kích thích mạnh), SCR tăng và phản ứng EMG trên khuôn mặt cao hơn. Những phản ứng điển hình trải qua quy trình gồm hai bước, đầu tiên là định hướng vấn đề (làm chậm HR), sau đó là qua trình tự vệ (tăng SCR mạnh hơn và tăng HR). Phản ứng đầu tiên này đôi khi có thể dẫn đến phản ứng chiến-hay-chạy, đây là đặc điểm của bất đồng mà phim kinh dị dựa vào để làm người xem sợ hãi và bất an.

## Đón nhận

### Trong phê bình điện ảnh
Nhà phê bình Robin Wood không phải là nhà phê bình điện ảnh đầu tiên xem xét nghiêm túc phim kinh dị, nhưng bài báo Return of the Repressed của ông vào năm 1978 đã giúp đưa phim kinh dị trở thành một thể loại nghiên cứu hàn lâm. Sau đó Wood kể rằng ông rất ngạc nhiên khi tác phẩm của mình, cũng như tác phẩm của Richard Lippe và Andrew Britton sẽ nhận được những quan điểm trí thức "có tầm quan trọng lịch sử" đối với dòng phim. William Paul trong cuốn sách Laughing Screaming nhận xét rằng "định nghĩa tiêu cực về các tác phẩm cấp thấp sẽ cho rằng chúng kém tinh tế hơn các thể loại cao hơn. Nếu nói tích cực hơn thì có thể cho rằng chúng trực tiếp hơn. Khi dạng thấp hơn mang tính dứt khoát, các dạng cao hơn có xu hướng hoạt động nhiều hơn theo hướng gián tiếp. Do sự gián tiếp này mà các dạng cao hơn thường được xem là mang tính ẩn dụ hơn, và do đó có tính cộng hưởng hơn, cởi mở hơn đối với phân tích chú giải của ngành học thuật.”
Steffen Hantke lưu ý rằng những lời phê phán học thuật dành cho điện ảnh kinh dị "luôn hoạt động dưới sự cưỡng ép", nhấn mạnh những thách thức trong việc hợp pháp hóa đối tượng của dòng phim, nhận thấy "các học giả có tâm với nghề có thể luôn nghi ngờ rằng họ đang nghiên cứu một thứ gì đó sau cùng quá phù phiếm, sặc sỡ và gây xúc động mạnh để đảm bảo chú ý phê bình nghiêm túc".
Một vài bài bình luận cho rằng phim kinh dị đã bị đánh giá thấp khi được xét như những tác phẩm nghiêm túc xứng đáng được giới phê bình điện ảnh khen ngợi và gặt hái giải thưởng điện ảnh lớn. Tính đến năm 2021, chỉ có 6 phim kinh dị giành được đề cử giải Oscar cho phim hay nhất, với The Silence of the Lambs là phim chiến thắng duy nhất. Tuy nhiên, phim kinh dị vẫn giành được những giải thưởng lớn.
Các nhà phê bình cũng đã bình luận về đại diện của phụ nữ và khuyết tật trong phim kinh dị, cũng như sự phổ biến của định kiến chủng tộc.

### Kiểm duyệt
Nhiều bộ phim kinh dị đã trở thành đối tượng của khủng hoảng đạo đức, kiểm duyệt và tranh cãi pháp lý. Ở Vương quốc Anh, kiểm duyệt phim thường xuyên được áp dụng cho phim kinh dị. Khủng hoảng đạo đức đối với một số bộ phim chặt chém ở thập niên 1980 làm cho nhiều bộ phim trong số đó bị cấm nhưng được phát hành trên băng đĩa; hiện tượng này được gọi phổ biến là "băng đĩa xấu". Những hạn chế về đối tượng được phép sử dụng trong phim Indonesia cũng tác động đến dòng phim kinh dị nước này. Tháng 3 năm 2008, Trung Quốc đã cấm tất cả phim kinh dị trên thị trường của mình.
Tại Hoa Kỳ, Bộ luật sản xuất điện ảnh được triển khai vào năm 1930, đặt ra các nguyên tắc đạo đức cho nội dung phim, hạn chế các phim có đề tài gây tranh cãi, hình ảnh bạo lực, tình dục trần trụi và/hoặc ảnh khỏa thân. Việc dần dần từ bỏ Bộ luật và cuối cùng chính thức bãi bỏ nó vào năm 1968 (khi nó được thay thế bằng hệ thống phân loại phim của MPAA) đã mang lại nhiều tự do hơn cho ngành công nghiệp điện ảnh.